# Reichsbahnausbesserungswerk Salbke

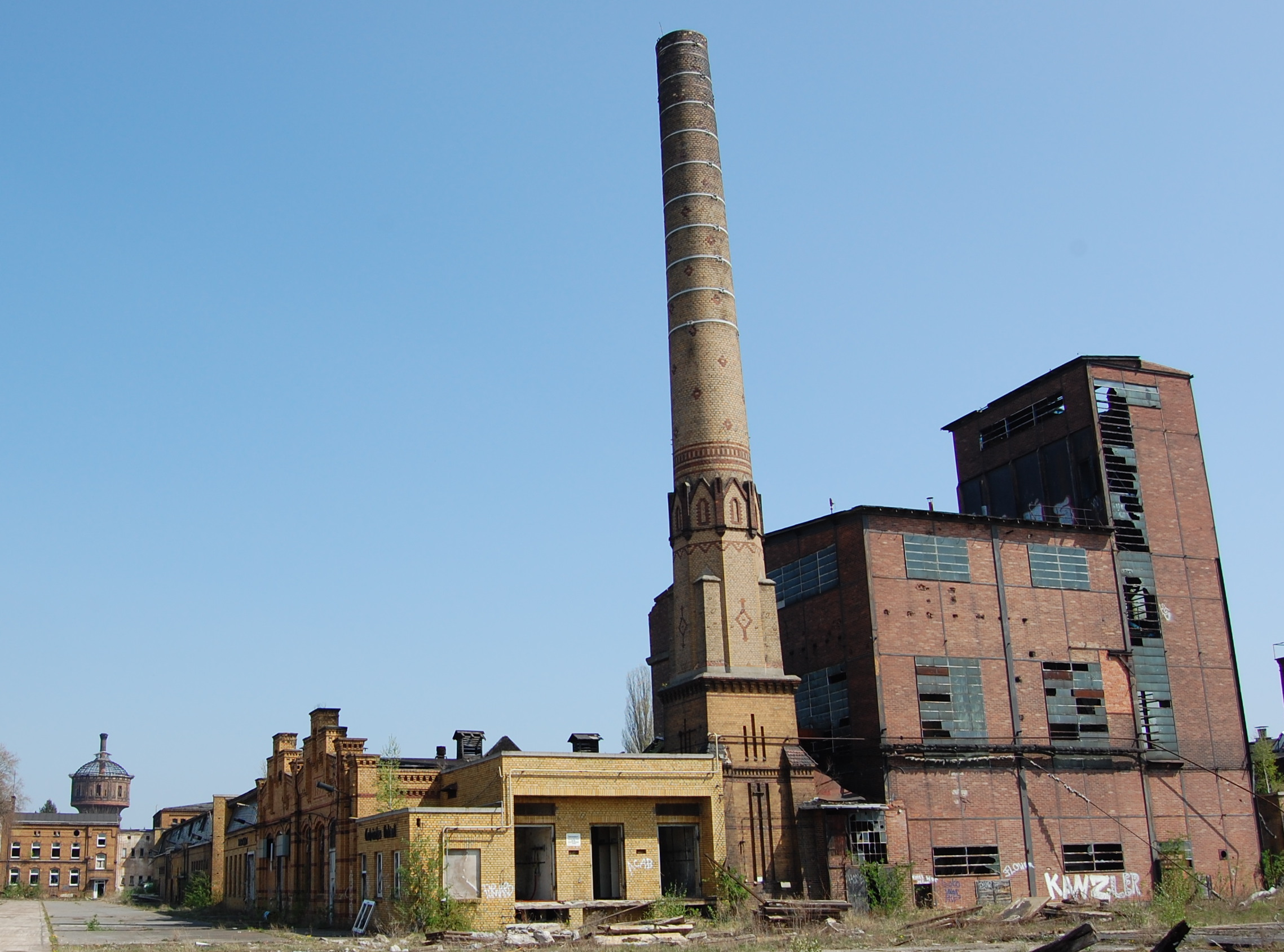
RAW Salbke, Kessel- und Maschinenanlage

Das Reichsbahnausbesserungswerk Salbke war ein Ausbesserungswerk der Deutschen Reichsbahn im Magdeburger Stadtteil Salbke. Teile der Anlage stehen unter Denkmalschutz.
Das Gelände befindet sich an der Adresse Alt Salbke 11-13 östlich der Bahnstrecke Magdeburg–Leipzig.

## Geschichte

### Gründung im Kaiserreich

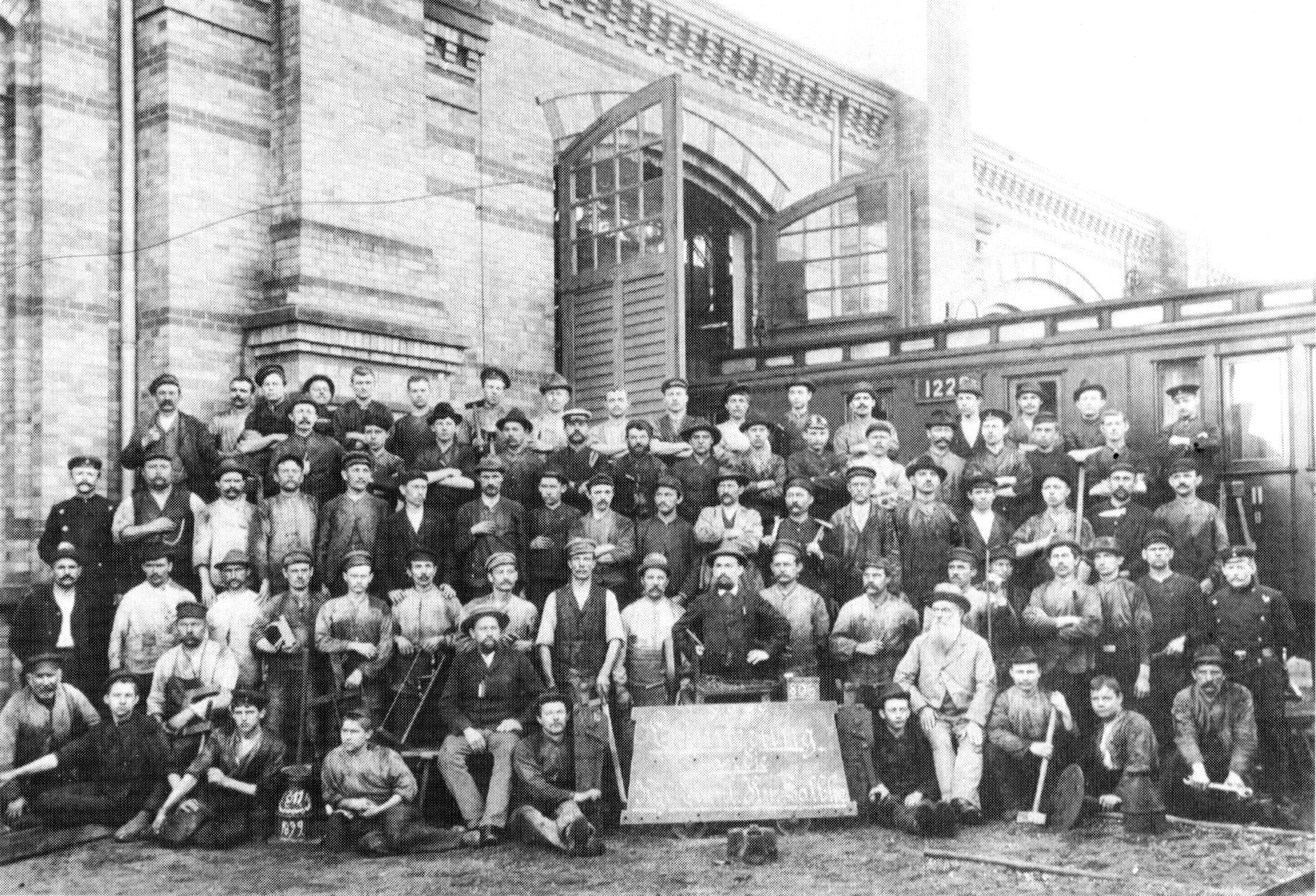
Belegschaft 1899

Das Werk entstand als Königliche Eisenbahnhauptwerkstatt Salbke ab 1892 in der Gemarkung des damals noch selbstständigen Dorfes Salbke. Es sollte der Entlastung der bereits 1887 weiter nördlich in Buckau gegründeten Hauptwerkstatt dienen. Die preußische Eisenbahnverwaltung hatte dafür östlich der Eisenbahnstrecke Magdeburg-Leipzig und westlich der damaligen Dorfstraße 33 Hektar bis dahin als Ackerland genutzte Flächen erworben. Der Beginn des Baus erfolgte 1893. Das Werk war großzügig und modern angelegt und nahm am 1. Oktober 1895 seinen Betrieb auf. Die Einweihungsfeier erfolgte am 1. Februar 1896 im Turmpark. Zunächst waren 100 Arbeiter und Beamte beschäftigt, die von den Hauptwerkstätten Magdeburg-Buckau, Stendal, Wittenberge und Potsdam nach Salbke versetzt worden waren. Die Planungen waren durch Behrendt von der Eisenbahnverwaltung und Gerhard Schürmann erfolgt. 1898/1899 wurde das Werk aufgrund der ständig steigenden Zahl der zu wartenden Fahrzeuge ein erstes Mal erweitert. Das Werk beschäftigte 400 Mitarbeiter. Der für das Werk benötigte elektrische Strom wurde zunächst in der Kesselanlage selbst erzeugt, wobei man auf 220 Volt Gleichstrom zurückgriff. Es wurde eine so starke Batterie gespeist, dass in den ersten Jahren vor- und nachmittags die Stromerzeugung eingestellt wurde. Über die Anlage erfolgte auch die Beleuchtung der Bahnhöfe Magdeburg Südost und Magdeburg-Buckau. Die Eigenerzeugung wurde nach Anschluss an das städtische Stromnetz dann jedoch eingestellt.

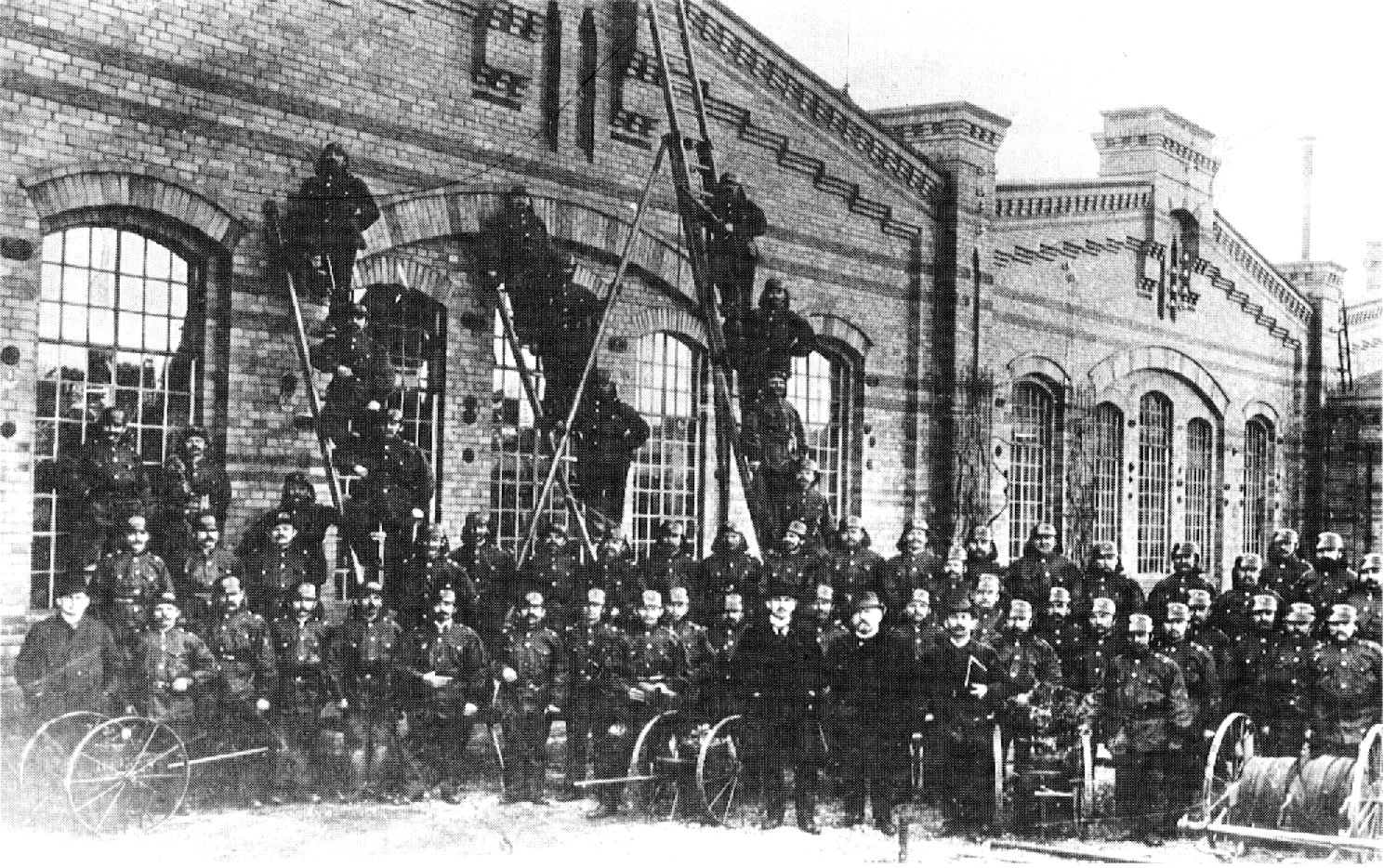
Betriebsfeuerwehr in ihrer Anfangszeit

Die Freiwillige Feuerwehr des Werks wurde am 15. März 1904 gegründet. Das Feuerwehrhaus der nur in geringem Umfang ausgerüsteten Feuerwehr war ein Schuppen im Bereich der späteren Sanitätsstelle. Eine zunächst vorhandene für die Bedienung durch acht Personen vorgesehene Handkolbenpumpe wurde 1920 durch eine Motorspritze ersetzt. Auch ein Fahrzeug wurde angeschafft.
1910 wurde im südlichen Teil des Werksgeländes eine Weichenwerkstatt errichtet. Die Inneneinrichtung stammte aus der Buckauer Hauptwerkstatt, auch 40 Mitarbeiter wurden von dort nach Salbke versetzt. 1912 arbeiteten hier bereits 800 Menschen. Am südlichen Ende des Werksgeländes entstanden mehrere Villen. 1913 und 1932 bis 1935 erfolgten Erweiterungen.

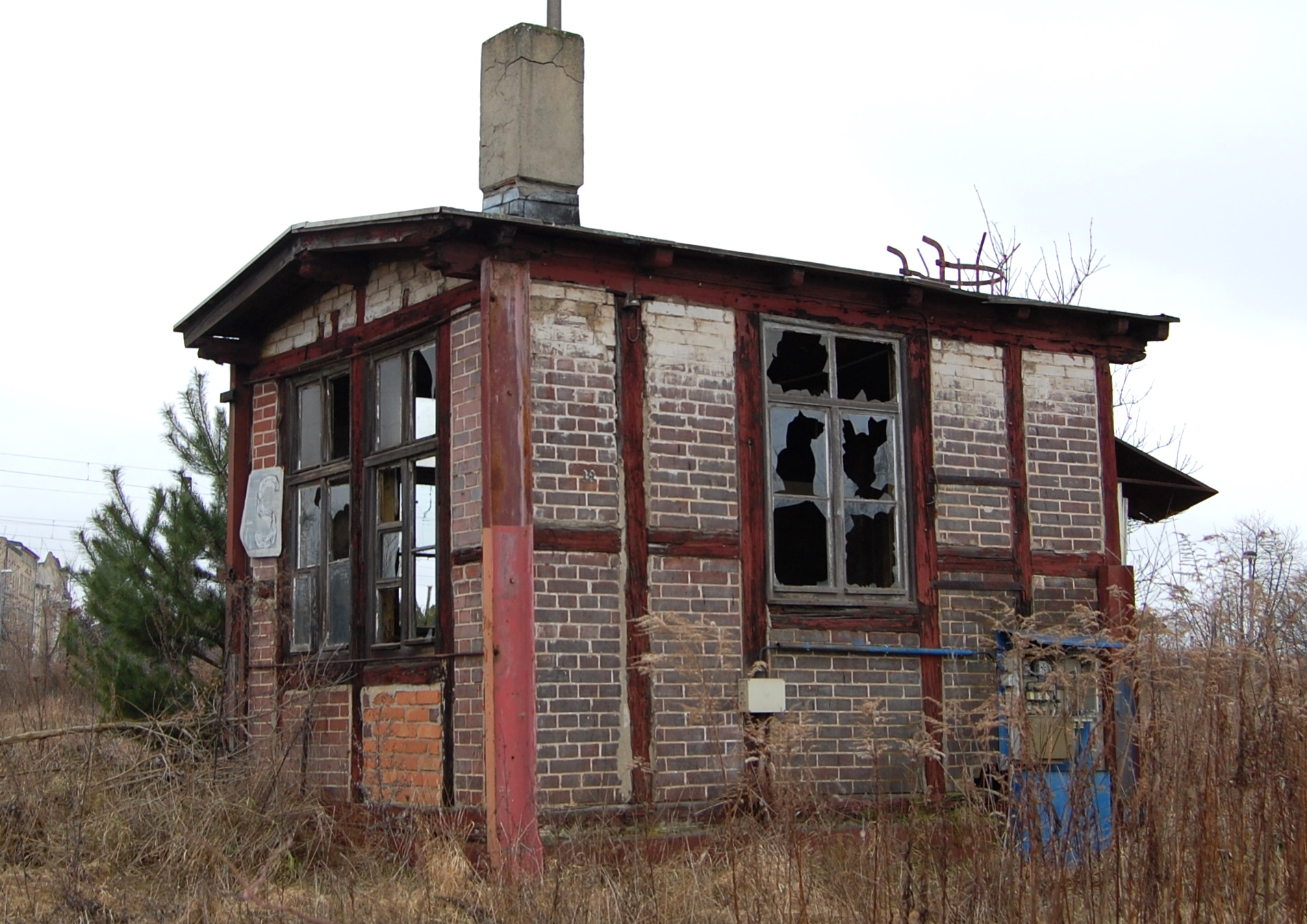
Gestängestellwerk, 2011

Im Zusammenhang mit dem Werk entstand östlich des Geländes der Salbker Wasserturm sowie die Siedlung Freundschaftsweg. Die in der Nähe des Haupteingangs befindliche ehemalige Gaststätte Turmpark diente zeitweise als Kantine. Auch die weiter westlich gelegene Siedlung Lüttgen-Salbke war zunächst als Eisenbahnerwohnsiedlung konzipiert. Als weiteres zum Werk gehörendes technisches Denkmal galt ein in der Zeit um 1900 errichtetes, in einem in Ziegelfachwerkbauweise gebautes Gebäude untergebrachtes handbetriebenes Gestängestellwerk.
Vor dem Ersten Weltkrieg hatte das Werk bereits mehr als 1000 Mitarbeiter. Es wurden neben Güterwagen und Spezialgüterwagen auch Personenwagen gewartet. Ab 1904 wurden auch Lehrlinge ausgebildet. Von zunächst 6 Lehrlingen stieg die Anzahl bis 1918 auf 30 Lehrlinge an. Kriegsbedingt wurden während des Ersten Weltkriegs auch rüstungsbezogene Aufgaben übernommen. So wurden Wagen für Militärtransporte eingerichtet. Es wurde eine Plannäherei aufgebaut sowie die Fertigung von Lichtpatronen aufgenommen. Zur Unterstützung der Buckauer Werkstatt wurden während des Krieges auch Lokomotivtender bearbeitet. Viele Arbeiten wurden von Frauen übernommen, die an die Stelle von zum Kriegsdienst eingezogenen Männern traten.

### Betrieb in der Zeit der Weimarer Republik
Im Zuge der Demobilisierung des Heeres nach dem Ersten Weltkrieg stieg die Zahl der Beschäftigten im Werk deutlich an. Waren 1918 noch 1118 Arbeiter beschäftigt, war die Zahl bis Januar 1920 auf 1884 gestiegen. Zugleich ging jedoch die Produktion deutlich zurück. Nach 513 wöchentlich reparierten Waggons im Jahr 1918 wurde im Januar 1920 nur noch ein Ergebnis von 383 Wagen erreicht. Am Montag, dem 26. Januar 1920 wurde das Werk überraschend neben zwölf weiteren Eisenbahnwerkstätten in Deutschland, die als besonders unwirtschaftlich galten, vorübergehend geschlossen. Ziel war die Verbesserung der Wirtschaftlichkeit unter anderem durch Einführung von Akkordarbeit. Die Arbeiter des Werks versammelten sich am Montag Morgen im Lokal Stiller in Fermersleben. Eine weitere Versammlung erfolgte am Vormittag des 30. Januar im Buckauer Admiralspalast. Nach erregter Debatte erklärte sich die alte Belegschaft letztlich jedoch fast vollständig zur Wiederaufnahme der Arbeit unter Akzeptanz der veränderten Arbeitsbedingungen bereit. Die Wiederinbetriebnahme des Werks erfolgte dann, mit einer um etwa 600 Personen verminderten Belegschaftszahl am Dienstag, den 3. Februar 1920.
1924 wurde die Einrichtung der Weichenwerkstatt mit dem Oberbaulager an das RAW Brandenburg-West abgegeben. Inhaltlich richtete sich das Werk verstärkt auf die Reparatur von Güterwagen und hier vor allem zweiachsige, gedeckte Wagen aus. Während zunächst vor allem bei Bedarf Reparaturen erfolgt waren, trat im Laufe der Zeit die regelmäßige Wartung in den Vordergrund. Die Zahl der Lehrlinge war auf 70 angestiegen, die von einem Meister und sechs Ausbildern im Obergeschoss des auch später noch als Lehrwerkstatt genutzten Gebäudes ausgebildet worden. Die Ausbildung erfolgte zahlenmäßig über den eigenen Bedarf des Werkes hinaus.
Mit der Auflösung der Reichsbahndirektion Magdeburg und der Schließung des Ausbesserungswerkes in Buckau bestanden Befürchtungen, dass auch das Werk in Salbke geschlossen werden würde. Oberbürgermeister Ernst Reuter wandte sich 1931 mit einem Schreiben an Generaldirektor Julius Dorpmüller und verlangte die Fortführung des Werks. Das Werk wurde auch tatsächlich fortgeführt. Am 27. Juli 1931 kam es in der Holzwerkstatt des Werks zu einem Großfeuer. Die Alarmierung der Feuerwehr erfolgte um 18.20 Uhr. Neben der Werkfeuerwehr wurden sämtliche Feuerwehren Magdeburgs alarmiert. Die auch ein Sägewerk umfassende Werkstatt war in einem 100 Meter langen und 30 Meter breiten Schuppen untergebracht und brannte weitgehend nieder. Ein Übergreifen auf andere Gebäude konnte verhindert werden. Die Löscharbeiten wurden durch einen während des Einsatzes einsetzenden Regen begünstigt. Die Hauptstraße Alt-Salbke musste gesperrt werden. Gegen 21.00 Uhr wurde der Löscheinsatz beendet.
Zu einem tödlichen Arbeitsunfall kam es im Oktober 1931, als ein Arbeiter beim Überqueren eines Gleises von einer Maschine erfasst wurde und später an den Folgen eines Schädelbruchs verstarb.
Im Werk bestand ein eigener Männergesangsverein, der auch öffentliche Konzerte gab.

### Zeit des Nationalsozialismus und Zweiter Weltkrieg
In der Zeit des Nationalsozialismus wurden auch im Ausbesserungswerk Salbke Betriebsappelle eingeführt. Ab 1935 wurde mit dem Bau einer Zentralschmiede und einer Zentraldreherei begonnen, die 1938 fertiggestellt wurden. Hier entstanden auch für die Instandsetzung von Wagen benötigten Ersatzteile. Nach Beginn des Zweiten Weltkriegs wurden wiederum viele Frauen an Stelle der zum Kriegsdienst eingezogenen Männer eingesetzt. Die Arbeitszeit betrug 10 Stunden täglich. Es kam dann auch zum Einsatz von Zwangsarbeitern und Kriegsgefangenen. So war ein Arbeitslager an der heutigen Adresse Alt Salbke 117 eingerichtet. In diesem zwischen Eisenbahn-Privatweg, dem heutigen Freundschaftsweg und Unterhorstweg gelegenen Lager waren Italiener und Franzosen untergebracht. Weitere Unterkünfte für deutsche Pflichtarbeiter und ausländische Arbeiter bestanden in der Lothringer Straße 1-7, der heutigen Ferdinand-Schrey-Straße.
Zum Betrieb der Schweißtechnik wurde 1942 eine Hochdruck-Azetylen-Anlage gebaut, die stündlich 40 m³ Azetylengas erzeugen konnte. Das Gas wurde mittels einer Werkringleitung und einem Druck von 0,9 bar im Betrieb verteilt. 1952 entstand eine weitere Anlage mit gleicher Leistung.
Ab 1937 plante die Deutsche Reichsbahn eine von drei neuen Zentralschmieden bis 1942 im Salbker Werk einzurichten. Es entstand daher eine 117,5 mal 24 m große Schmiedehalle. Daneben wurde in einer seitlich offenen niedrigen Halle die Zentraldreherei untergebracht. Südlich der Schmiedehalle entstanden Neubauten für den Gesenkbau und die Werkstoffablängewerkstatt. Dahinter befand sich das Eisenlager der Zentralschmiede. Die Federschmiede befand sich an den Gleisen 23/25 der Wagenrichthalle. Zunächst wurden in der Zentralschmiede vor allem Ersatzteile für Dampflokomotiven gefertigt.
Die Lehrlingsausbildung wurde noch weiter ausgebaut und umfasste dann 100 Ausbildungsplätze. Dafür wurden auch die anderen Bereiche des bis dahin als Eisenlager genutzten Gebäudes zur Ausbildungsstätte umgebaut. Neben Lehrwerkstätten für Metall- und Holzbearbeitung wurde auch ein Waschraum eingerichtet. Ausbildungsberufe waren Schlosser, Tischler bzw. Stellmacher. Die theoretische Ausbildung erfolgte in einer Werkschule, die sich in einem Gebäude am Salbker Wasserturm befand. 1937 bauten die Lehrlinge im Rahmen ihrer Ausbildung das Segelflugzeug Zögling.
Im Jahr 1944 umfasste das Schienennetz des Werks insgesamt 55 Gleise mit einer Gesamtlänge von 35 Kilometern.
Während des Zweiten Weltkriegs erfolgte ein großer Luftangriff auf das Werk am Abend des 21. Januar 1944 und verursachte erhebliche Schäden am Werk und auch in der umgebenden Wohnbebauung. Das Betriebsgelände wurde bis zu 80 % zerstört. Das Stofflager und die Badeanstalt östlich des Werks wurden völlig zerstört. Wagenrichthalle, Tischlerei, Sattlerei, Kesselhaus, Zentralschmiede, Lehrwerkstatt und das Verwaltungsgebäude waren beschädigt. Am Weichenbau entstanden nur kleinere Schäden. Die Wagenrichthalle war durch mehrere Sprengbomben schwer getroffen. Die Nordwand war zerstört und der mit Klötzen aus Hartholz gepflasterte und mit Teer vergossene Fußboden war großflächig in Brand geraten, das Dach eingestürzt. Die Zerstörung des Hauptstofflagers war durch eine Kettenbombe erfolgt, die zugleich auch eine unter der Straße Alt Salbke verlaufende Druckwasserleitung zerstörte. Die damit einhergehende Unterbrechung der Wasserversorgung führte auch zum Ausfall der Hydranten, wodurch die Feuerwehren den entstandenen Großbrand nicht löschen konnten. Besonders dramatisch war die Situation im Kesselhaus. Die Kessel I und II waren in Betrieb, als das Kesselspeisewasser ausfiel. Um eine Explosion oder das Ausglühen der Kessel zu verhindern, entfernte vor allem der Kesselwärter Paul Kelle während des Bombenangriffs unter Einsatz seines Lebens die Glut und nachrutschende Kohlen von den vier Feuerstellen. Die Kohlenhochbunker des Werks waren darüber hinaus von Brandbomben getroffen worden und brannten. Die jeweils 80 t Kohle fassenden Bunker wurden am nächsten Tag von Arbeitern entleert, um einen weitergehenden Bunkerbrand oder eine Kohlenstaubexplosion zu verhindern. Durch die Bombeneinschläge waren die Rohrnetze für Acetylengas, Industriegas, Pressluft, Dampf und Wasser zu 90 % beschädigt.
Noch während des Krieges erfolgte ein teilweiser Wiederaufbau. Im Laufe des Jahres 1944 wurde die Nordwand der Wagenrichthalle vom Bauunternehmen Jacob Petrie mit 90 Arbeitskräften wieder aufgebaut. In Teilen der Halle wurde nach Aufräumarbeiten die Arbeit wieder aufgenommen. Anfang 1945 waren von den 45 Gleisen die Gleise 4 bis 11 auch wieder befahrbar. Die Lücken der Bedachung wurden notdürftig mit Wellblech bedeckt. Im Januar 1945 erreichte ein Zug mit Einrichtungsgegenständen beim Heranrücken der Ostfront evakuierter Werke und Dienststellen das RAW Salbke. Die Flüchtlinge wurden in Magdeburg angesiedelt. Die ständigen Luftangriffe auf Orte und Einrichtungen in der Region führten zu einem fast täglichen Einsatz der Betriebsfeuerwehr gegen Ende des Zweiten Weltkriegs. Die Werkfeuerwehr wurde sogar zu Einsätzen im Gebiet Hannover/Braunschweig gerufen.
Am 14. April 1945 sprengten Kommandos der Wehrmacht ab 13.00 Uhr zwischen Buckau und Fermersleben stehende Munitionszüge. Auch Seeminen wurden dabei gesprengt. Über mehrere Stunden erschütterten die Detonationen die Umgebung. Durch die Explosionen kam es auch im Reichsbahnausbesserungswerk zu einer erneuten Zerstörung. Die Nordwand und das Hallendach der Wagenrichthalle wurden wiederum beschädigt. Andere Angabe datieren die Explosionen auf den 17. oder 18. April 1945. In der Zeit ab dem 12. April besetzten US-amerikanische Truppen Salbke. Es wurde zunächst jede Tätigkeit im Reichsbahnausbesserungswerk untersagt.

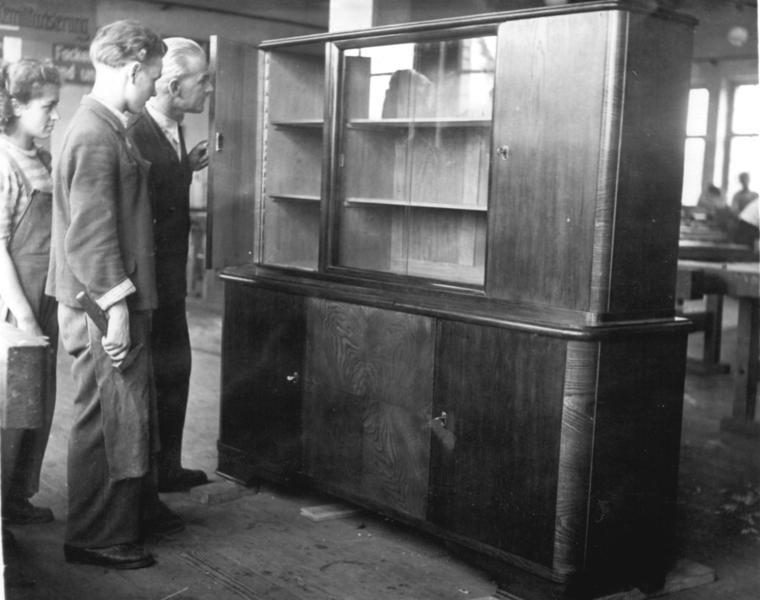
Aufnahme aus der Lehrwerkstatt, 1951

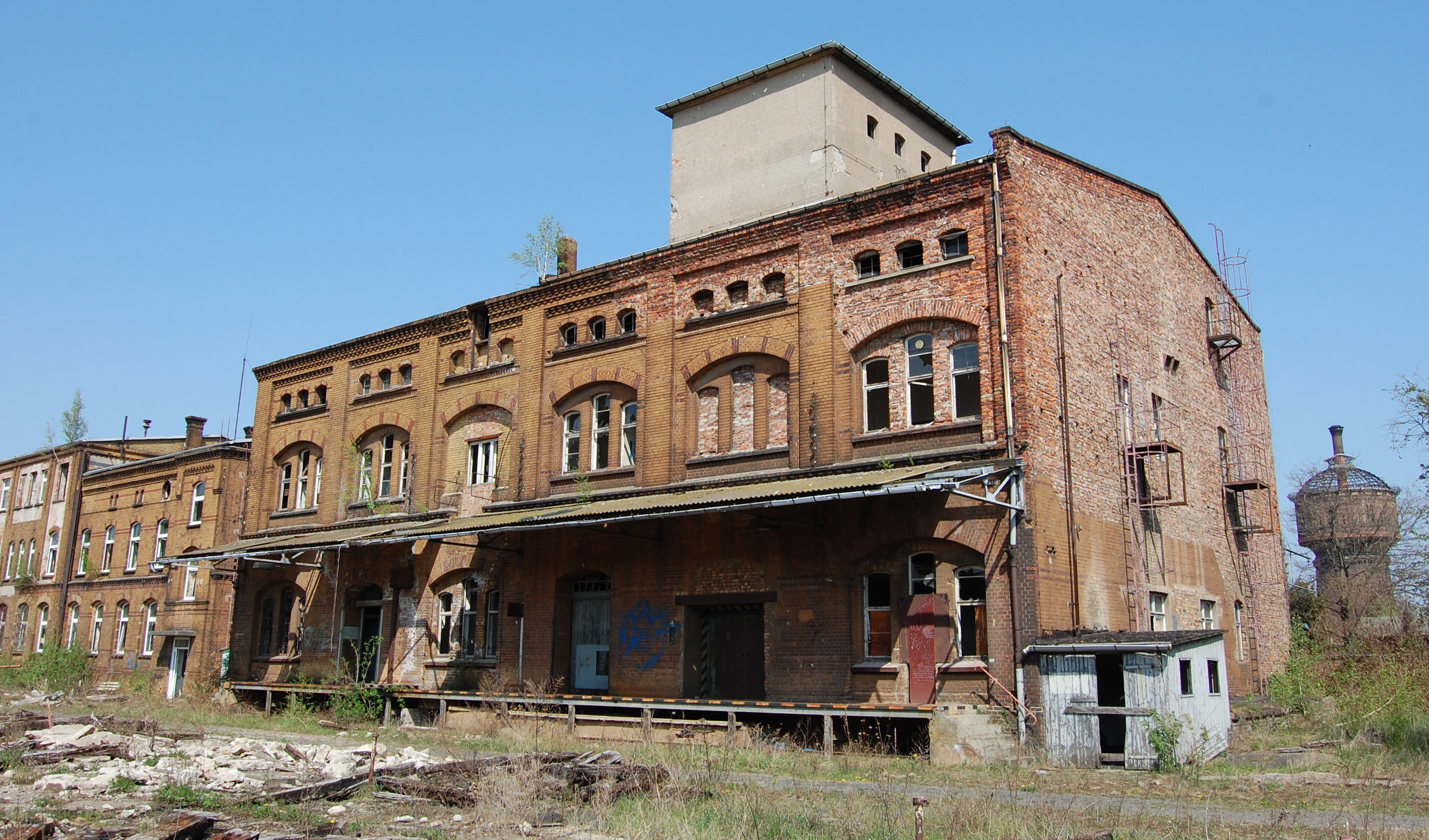
Ehemaliges Stofflager, 2010

### Nachkriegs- und DDR-Zeit
Am 18. April wurde der Beginn der Aufräumarbeiten genehmigt. Am 23. April 1945 bildeten alte Gewerkschaftsmitglieder einen Aktionsausschuss. Die Wiederaufnahme der Arbeit erfolgte am 10. Mai 1945, nach einigen Wochen wurde neben der Beseitigung der Trümmer auch bereits wieder die Instandsetzung von Güterwaggons betrieben. Im Zuge der Trümmerbeseitigung wurden drei Millionen freiwillige Aufbaustunden geleistet. Vor allem in der Anfangszeit gab es jedoch Probleme, da viele Mitarbeiter zeitweise in der Landwirtschaft arbeiteten oder auf andere Weise bemüht waren Lebensmittel zu beschaffen.
Das Reichsbahnausbesserungswerk unterhielt dann regelmäßige Kontakte zu Unternehmen in der Landwirtschaft. So wurde die Maschinen-Ausleih-Station der Gemeinde Langenweddingen gegen die Lieferung von Naturalien, vor allem Kartoffeln, technisch unterstützt. Zur Verbesserung der Lebensmittelversorgung der Werksküche wurde im RAW auch Schweine gehalten.
Eine weitere Problematik ergab sich daraus, dass die auswärts wohnenden Mitarbeiter durch den nur ungenügend funktionierenden öffentlichen Personenverkehr häufig unpünktlich zur Arbeit kamen. Im Reichsbahnausbesserungswerk wurde aus einer Rangierlok und vier Güterwagen ein eigener Zug zusammengestellt. Später wurden vier beschädigte Personenwaggons beschafft und instand gesetzt. Der Werkzug wurde planmäßig eingesetzt und fuhr von Eggersdorf über den Bahnhof Magdeburg Südost zum Reichsbahnausbesserungswerk. Der auch zum Transport von Gütern und Brennholz genutzte Zug wurde 1953 wieder eingestellt, nachdem die Funktionsfähigkeit des Nahverkehrs auch durch Buslinien ausreichend war.

#### Wiederaufbau
Zunächst wurde die Wagenrichthalle wiederhergestellt, deren Dachkonstruktion eingestürzt war. Im Bereich der zerstörten Badeanstalt entstand die Betriebsschlosserei, die ab Oktober 1948 dort arbeitete und 1951 fertiggestellt war. Bis 1951 waren neben der Wagenrichthalle auch die Nebenwerkstätten und die Zentralschmiede wieder aufgebaut. Insgesamt wurden 364 beschädigte Maschinen wieder instand gesetzt. Bereits 1947 war die Lehrwerkstatt provisorisch wiederhergestellt. Der Wiederaufbau von Stofflager und Verwaltungsgebäude begann ab 1947. Die Kosten dieses Wiederaufbaus wurden mit 3,385 Millionen DM beziffert. Insgesamt blieben die ursprüngliche Struktur des Werks und auch die Gebäudesubstanz erhalten. Parallel dazu wurden auch in der Siedlung Freundschaftsweg die Kriegsschäden beseitigt. Um ausgebombten Mitarbeitern Wohnungen zur Verfügung zu stellen, engagierte sich das Werk im Wohnungsbau und fertigte auch Möbel an. Auch eine Schumacher- und Schneiderwerkstatt wurden unter sozialen Gesichtspunkten betrieben. 1945 verfügte man über 190 werkseigene Wohnungen. In der südlich des Werks gelegenen Ferdinand-Schrey-Straße wurden zwischen 1950 und 1953 Wohnheime errichtet, die später zu Wohnungen umgebaut wurden. Im Lüttgen-Salbker-Weg wurde 1950 ein Wohnhaus und in Alt Salbke 1953 ein Zwölf-Familien-Haus des Werks gebaut. Als erster Betriebsratsvorsitzender nach dem Zweiten Weltkrieg wurde Albert Bethge gewählt. In den 1960er Jahren betrieb das Werk in der Raiffeisenstraße eine eigene Fernsehreparaturwerkstatt.
Zwischen 1946 und 1953 war in der Weichenbauanstalt eine Werkstatt zur Aufarbeitung von Werkzeugmaschinen eingerichtet, die auch Maschinen anderer Werke reparierte. Darunter auch Maschinen aus den ehemaligen deutschen Ostgebieten, wie der RAW Schneidemühl. Problematisch für die Durchführung der Wagenreparaturen war das Fehlen typischer Normteile wie Sechskantschrauben, Nieten, Pufferschrauben und Flachklammerschrauben. Mit Hilfe einer aus Kirchmöser beschafften Schmiedewalze wurden daher aus alten Radreifen und Achswellen in einem aufwendigen Verfahren die verschiedenen benötigten Teile selbst gebaut. Diese eigene Fertigung konnte dann ab 1956/57 aufgegeben werden.
Für den 6. April 1950 wurde der fünfzigtausendste seit Kriegsende im Werk wiederhergestellte Güterwagen gemeldet.

#### Werkfeuerwehr

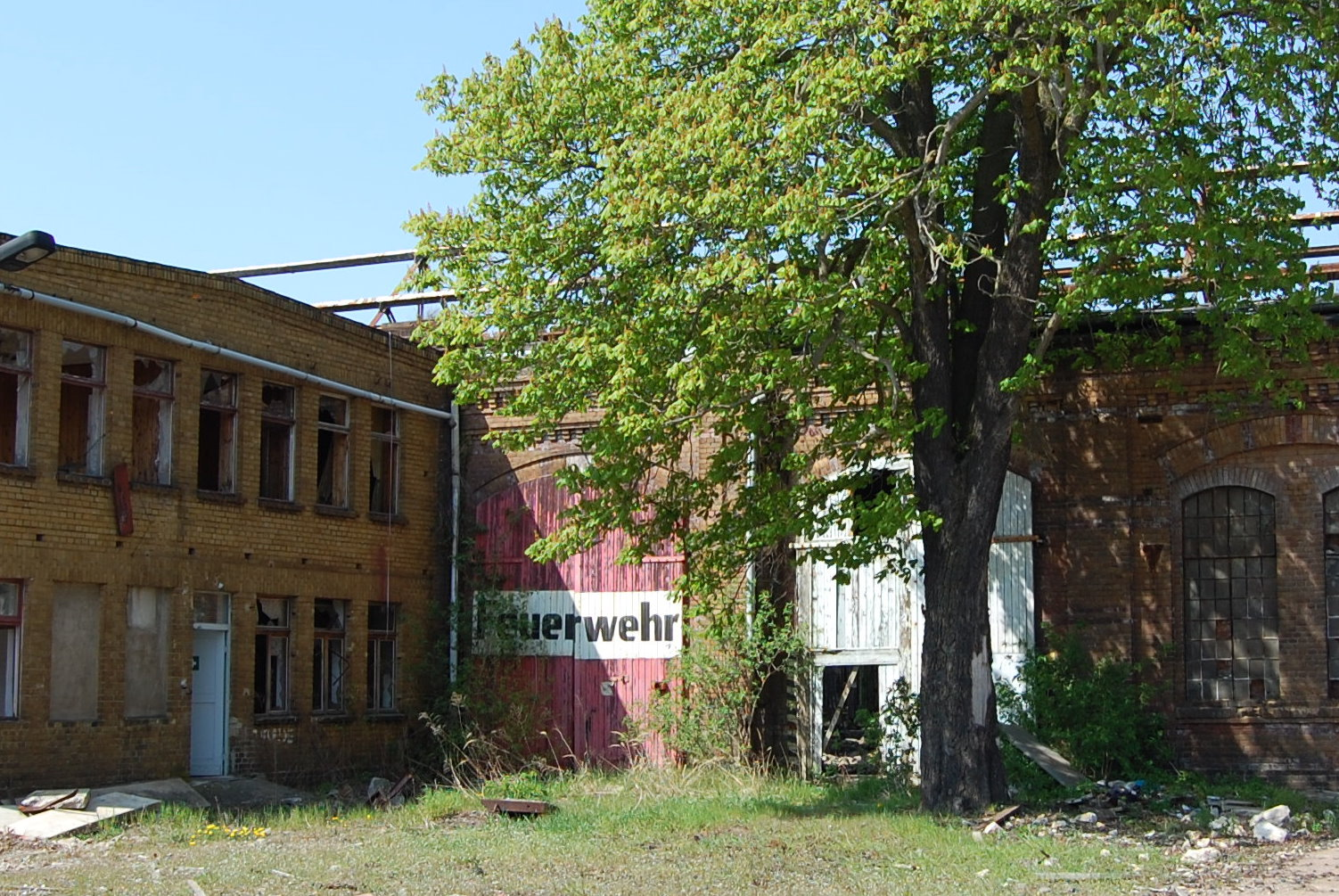
Bereich der Werkfeuerwehr, Aufnahme 2010

Die Lage der Werkfeuerwehr nach Kriegsende war ebenfalls schwierig. Das Fahrzeug der Feuerwehr war von ehemaligen Fremdarbeitern entwendet und für die Rückkehr in ihre Heimat genutzt worden. Der Verbleib des Feuerwehrfahrzeugs ist unbekannt. Trotzdem erfolgte bereits unmittelbar nach Kriegsende der Wiederaufbau der Feuerwehr. Aus den Reihen der Lehrlinge bildete sich eine Jugendlöschgruppe, die über eine Tragkraftspritze und einen Handzuganhänger verfügte. 1949 fand dann ein Neuaufbau der Feuerwehr statt. Im Jahr 1951 wurde ein zu einem Löschfahrzeug umgebauter ehemaliger Mercedes-Gefängniswagen angeschafft. Weitere Neuanschaffungen erfolgten 1958, 1964, 1972 und 1976. Größere Brände auf dem Werksgelände ereigneten sich im Dachbereich über Gleis 28 der Wagenrichthalle und in der Sauerstoffanlage. Darüber hinaus gab es häufiger Einsätze in bei Schweißarbeiten in Brand geratenen Güterwaggons. Die Einsätze beschränkten sich jedoch wiederum nicht nur auf den unmittelbaren Werksbereich, sondern auch auf Brände an anderen Standorten der Deutschen Reichsbahn. So fanden Einsätze in Langenweddingen, Demker, Zielitz, Schönebeck (Elbe) und Oebisfelde statt. Größere Einsätze in Magdeburg betrafen Brände im Tanklager von Minol und im Imprägnierwerk Rothensee.

#### Kulturelle und soziale Aktivitäten
Im Jahr 1950 wurde die Betriebssportgemeinschaft Lok Südost des Werks gegründet, die 1962/63 DDR-Meister im Hallenhandball wurde. Das Werk eröffnete 1959 ein Kinderferienlager in Neukamp bei Putbus auf Rügen. Zunächst entstanden auf einer angepachteten Wiese am Ufer des Greifswalder Boddens vier Schlafbaracken sowie Küchen- und Sanitätsbaracken. Später wurde das Grundstück erworben und die Anlage auch unter Errichtung massiver Gebäude ausgebaut, wobei die benötigten Baumaterialien, auch der Kies, aus Magdeburg angefahren werden mussten. Pro Durchgang konnten letztlich in den 1980er Jahren 120 Kinder betreut werden. Erste Kinderferienlager fanden von 1950 bis 1953 in Möser und Magdeburgerforth und von 1954 bis 1956 in Waldheim statt. 1957, 1958 hatte man ein in Schleusingen-Neuendorf in Thüringen befindliches Betriebsferienheim gepachtet. Ab 1968 wurden zwei Bungalows in Kamminke an der Ostsee als Urlaubsquartier zur Verfügung gestellt. 1970 und 1972 folgten jeweils vier weitere Bungalows in Pretzien. 1954 kam es zum Abschluss eines Freundschaftsvertrages mit Eisenbahnern des Eisenbahnausbesserungswerkes in Duisburg-Wedau, der auch die Aufnahme von zehn westdeutschen Kindern in Betriebsferienlager und fünf Lehrlingen im Lehrlingsferienheim des RAW beinhaltete.
Im Turmpark hatte man 1947/48 einen Kindergarten und 1956 auch eine Kinderkrippe eingerichtet. Ab 1953 bestand eine Bücherei mit zunächst 1000 Büchern, deren Bestand im Laufe der Zeit ausgebaut wurde und in der auch Lesungen und Schallplattenabende stattfanden. 1949 wurde im Werk eine Betriebsgruppe der Gesellschaft für Deutsch-Sowjetische Freundschaft gegründet. Zu dieser Zeit bestand im Übrigen neben einer Betriebsgruppe der SED auch eine der CDU.

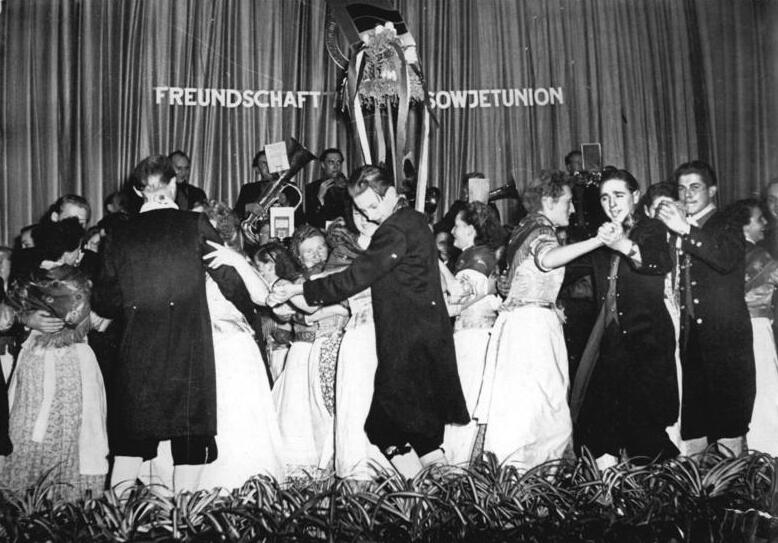
Kulturprogramm im Kultursaal „Ernst Thälmann“ des RAW, 1953

Im Werk fanden diverse kulturelle Aktivitäten statt. Der Ernst-Thälmann-Saal wurde neben seiner Funktion als Speisesaal auch als Kultur- und Theatersaal genutzt. So bestand unter Leitung von Hans Fritsche eine Volkstanzgruppe. Ein Fotozirkel bestand ab Mitte der 1950er Jahre. 1963 gründete sich ein aus 29 Werksangehörigen bestehender Chor. Das Kabarett Die Paprikaner war von 1967 bis etwa 1990 aktiv. Darüber hinaus bestand ein Zirkel Textilgestaltung und eine Blaskapelle aus 13 Kollegen, die die Nachfolge einer in den 1950er und 1960er Jahren bestehenden Schalmeienkapelle antrat.
1950 besuchten die Darsteller des DEFA-Films Bürgermeister Anna Eva Rimski, Klaus Becker und Edith Hancke das Werk, nachdem sie zuvor bereits Buckau-Wolf besichtigt hatten.
Im kleinen Verwaltungsgebäude wurde eine Sanitätsstelle eingerichtet. Sie war von vier Schwestern und Sanitätern rund um die Uhr besetzt. Am 15. Mai 1954 gründete man im Werk eine Grundorganisation des Deutschen Roten Kreuzes der DDR, die Hilfsleistungen bei Unfällen aber auch bei Massenveranstaltungen durchführte. Unterstützt wurde auch der seit den 1950er Jahren im Betrieb bestehende Katastrophenschutz sowie der spätere Zivilschutz. 1975 wurde die Sanitätsstelle noch ausgebaut und durch eine Zahnarztpraxis ergänzt. 1991 erfolgte dann die Schließung dieser Einrichtung.

#### Berufs- und Schulausbildung

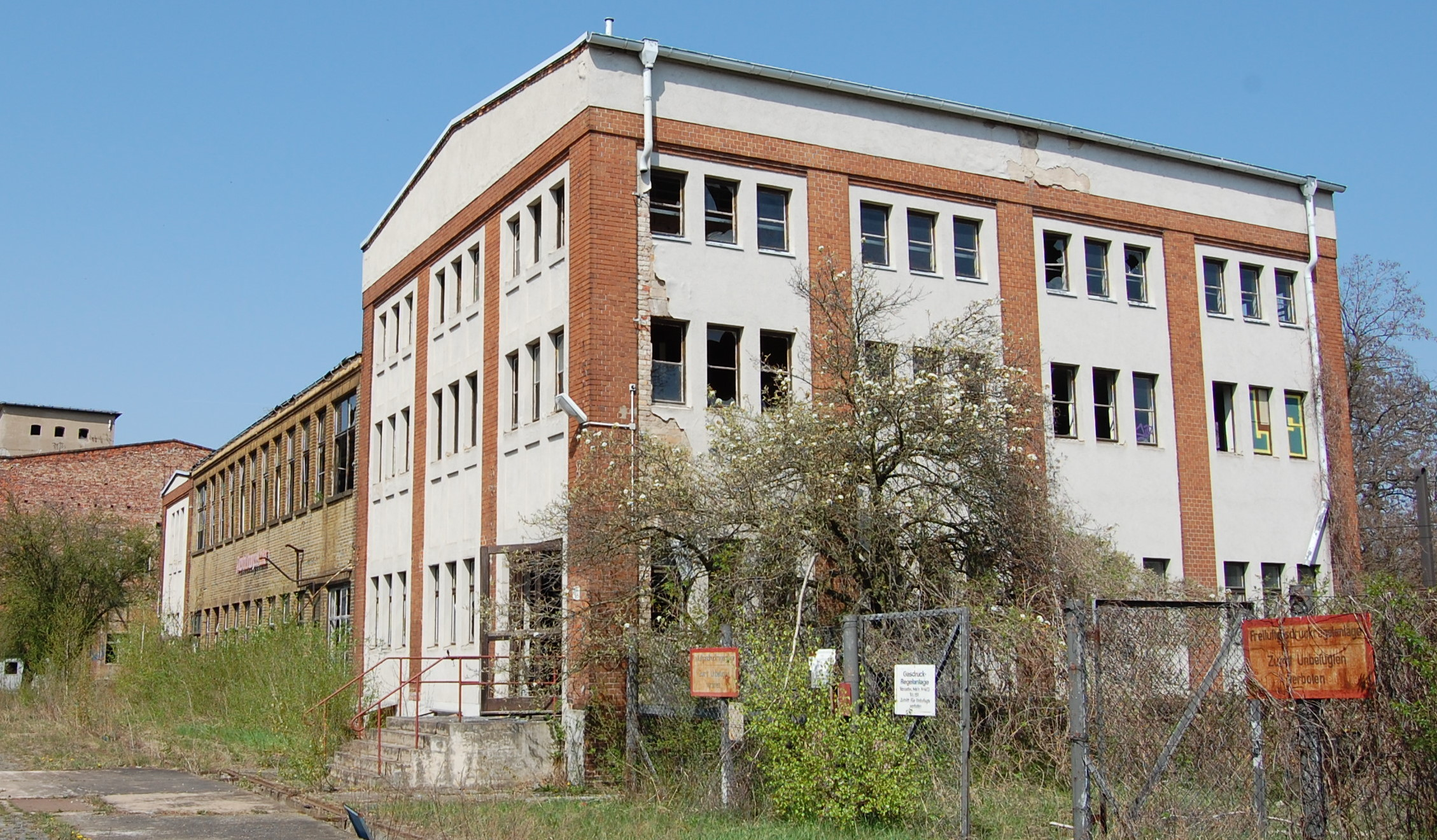
Ausbildungsstätte, 2010

Am 1. Mai 1952 nahm die neue Berufsschule des Betriebs die Arbeit auf, die die gesamte Berufsausbildung des Reichsbahnamtes Magdeburg übernahm. Bis zu 800 Lehrlinge wurden an der Berufsschule ausgebildet. Mit einer bei der sowjetischen Stadtkommandantur am 28. Februar 1946 erreichten Sondergenehmigung war die Wiederaufnahme der vollen Lehrlingsausbildung des RAW nach dem Ende des Zweiten Weltkriegs jedoch bereits erheblich früher erfolgt. Zunächst hatte man das in Teilen zerstörte und im Obergeschoss ausgebrannte Ausbildungszentrum wetterfest gemacht. Zerstörte Maschinen und Werkbänke wurden instand gesetzt und aufgearbeitet. Auch an Wochenenden wurden freiwillige Arbeiten zum Wiederaufbau geleistet. Schon 1948 waren wieder 80 Lehrlinge beschäftigt, bis 1951 stieg die Zahl auf 224 an, hiervon etwa 50 Mädchen. Später sank die Zahl wieder deutlich und pendelte um etwa 100 Lehrlinge. Ein Lehrling in dieser Zeit war der spätere DDR-Diplomat Arthur Höltge, der eine Ausbildung als Maschinenschlosser abschloss.
Mit Beginn des neuen Schuljahrs wurde ab dem 1. September 1958 im Werk der polytechnische Unterricht für Schüler der Salbker Schule durchgeführt. Bis zu 450 Schüler wurden alle zwei Wochen an einem Tag ausgebildet. Später wurde mit dem weiter südlich gelegenen Chemiewerk Fahlberg-List ein gemeinsames polytechnisches Ausbildungszentrum eingerichtet, welches am 24. August 1984 eröffnete. 1989 wurde dieser Unterricht eingestellt. 1959 eröffnete die Betriebsakademie die in der Erwachsenenqualifizierung des Werks tätig war.
1952 wurde das Werk das Heimatausbesserungswerk für alle zweiachsigen gedeckten Güterwaggons der Reichsbahn und übernahm die entsprechenden Wagen von den Werken Potsdam, Brandenburg-Ost und Blankenburg. Insgesamt gehörten dann 33.000 Wagen zum Bestand. Die Wagen wurden im zweijährigen Abstand gewartet. Angestrebt wurde ein zwölf- bis achtzehnmonatiger Wartungszyklus. Darüber hinaus erfolgte eine Modernisierung älterer Waggons. Zeitweise wurden auch die Tragfedern von Grubenwagen der Braunkohlenindustrie aufgearbeitet.

#### Aufstand vom 17. Juni 1953
Während des Volksaufstandes vom 17. Juni 1953 wurde auch das RAW Salbke bestreikt. Vom weiter nördlich gelegenen SKL kamen streikende Arbeiter zum RAW und forderten die Belegschaft auf, ebenfalls in den Streik zu treten. Teile der Belegschaft folgten dem Aufruf und verließen gegen Mittag den Betrieb. Nach der Niederschlagung des Aufstandes wurde am 18. Juni 1953 wieder normal gearbeitet. Im Werk wurde daraufhin, wie auch in anderen Industriebetrieben der DDR, eine Einheit der Kampfgruppen gebildet. Sie umfasste 20 Personen und wurde 1954 bewaffnet.
Zuvor hatte es bereits im Dezember 1952 erhebliche Unruhe im Betrieb gegeben. Mit Beschluss der DDR-Regierung vom 4. Dezember 1952 war das bis dahin gezahlte Weihnachtsgeld durch eine Jahresendprämie abgelöst worden. Die Prämie war von der Leistung, insbesondere jedoch von der Erfüllung des Jahresplanes abhängig. Die Änderung ging vielfach mit finanziellen Nachteilen einher und traf bei den Mitarbeitern auf erhebliche Kritik. Besonders stark waren die Lehrlinge betroffen, die nur durch einen massiven Einsatz hauptamtlicher FDJ-Funktionäre an einer Arbeitsniederlegung gehindert werden konnten. Im etwas weiter nördlich gelegenen SKL kam es bereits zu diesem Zeitpunkt zu größeren Streiks.
Ab Februar 1954 erschien im 14-tägigen Rhythmus die von der Betriebsparteiorganisation der SED herausgegebene Betriebszeitung Der Güterwagen. die letztlich bis 1992 erschien. 1954 wurde der 100.000. Güterwagen im Werk bearbeitet.

#### Konsumgüterproduktion
In der Zeit der DDR wurden aus nicht benötigten Abfallmaterialien auch verschiedene Konsumgüterprodukte hergestellt. So entstanden Griffe für Rasierapparate, Hammer, Flurgarderoben, Holzzäune und Teile für die Landwirtschaft wie Pflugscharen. Später wurden auch Gartenmöbel, Essbestecke und Meißel hergestellt. Wie auch bei einer gefertigten Wringmaschine konnte jedoch die geforderte Qualität bei diesen letztlich branchenfremden Produkten nicht gewährleistet werden. Längerfristig wurden dann Teile für Forsterheizungen hergestellt. Die Zulieferung von erforderlichen Materialien erfolgte durch das etwas weiter nördlich gelegene SKL. Bis 1990 stellte man darüber hinaus auch Gelenkwellen für den Trabant her. Auch als Kunstschmiedearbeiten hergestellte Leuchter und Flurgarderoben gehörten zu den längerfristig erzeugten Produkten des Werks, wobei die Erzeugung letztlich wirtschaftlich ineffektiv blieb. Zwischen 1983 und 1989 produzierte die Lehrwerkstatt auch Handhebelscheren und in anderen Abteilungen Holzbaukästen, Blumenkästen, Tapezierplatten, Tomatenstäbe, Winkelplatten, Einlegeböden für PKW-Anhänger und Zierleisten. Nach 1989 wurden alle diese Produktionen jedoch eingestellt.
1957 erfolgte im Reichsbahnausbesserungswerk die Einführung der 45-Stunden-Woche.
Im Zeitraum 1958/59 wurde eine Sauerstoff-Kaltvergaseranlage gebaut. In flüssiger Form von TEGA Leipzig angelieferter Sauerstoff wurde dort in Gasförmigen umgewandelt. Das so erzeugte Gas wurde über eine Ringleitung im Werk verteilt und für die Schweißtechnik der verschiedenen Betriebsbereiche genutzt. Zuvor war der Sauerstoff in Stahlflaschen angeliefert worden. 1978 wurde die Anlage durch eine Druckvergaseranlage des Chemieanlagenbau Dresden mit zwei Tanks a 10 m³ ersetzt. Ein erneuter Austausch erfolgte dann 1994 mit der Aufstellung eines 20-m³-Tanks samt Verdampfer der Firma Linde.
1959/60 wurde ein Patenschaftsvertrag mit der LPG von Vehlitz geschlossen. Das Reichsbahnausbesserungswerk half beim Bau von Ställen und bei der Abwicklung der Ernten. Auch die Blaskapelle des Werks trat in Vehlitz auf. Die LPG lieferte Naturalien. In den 1980er Jahren kam es auch noch zu einem Patenschaftsvertrag mit der LPG Niederndodeleben.
Einige größere Maschinen des Werks, wie die Schmiedehämmer, wurden mittels Heißdampf betrieben, der jedoch nicht in ausreichendem Maße zur Verfügung stand. 1965 wurde unter Anschaffung von vier Kolbenverdichtern daher alternativ ein Druckluftnetz eingerichtet, welches mit einem Betriebsdruck von acht bar für den Betrieb von Schmiedehämmern diente, die zuvor mit Dampf betrieben worden waren. Zuvor war Druckluft nur für das Prüfen von Bremsen und Steuerventilen, sowie zum Bohren, Nieten und Reiben in der Güterwagenaufarbeitung verwendet worden. Eine Ladestation für E-Karren wurde 1969 errichtet.
Im Jahr 1969 wurde das Reichsbahnausbesserungswerk Leitwerk des neu gebildeten Erzeugnisverbandes der Güterwagenwerke der Deutschen Reichsbahn. Am Bahnhof Oschersleben bestand ab den 1970er Jahren eine Außenstelle des Werks, in der sogenannte Schadwagen gesammelt und dem RAW zugeführt wurden.
1975 erhielt das Werk die Wanderfahne des Ministerrats der DDR und des Bundesvorstandes des FDGB.
Die Acetylengasanlage wurde 1976 erneuert. Sie blieb bis 1991 in Betrieb und wurde dann durch einen Container der Firma Linde ersetzt.

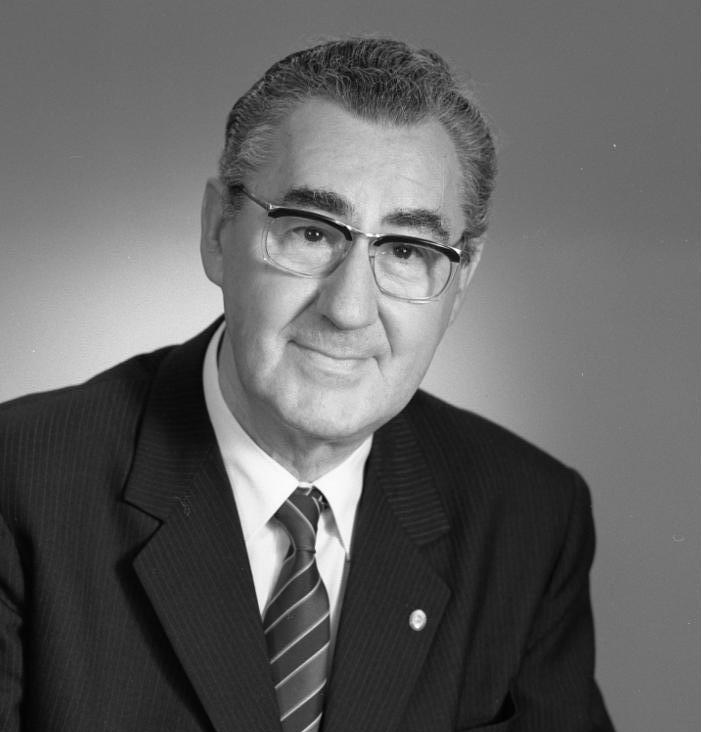
Otto Arndt, DDR-Verkehrsminister

Im September 1976 wurde eine Meisterei für Rationalisierungsmittelbau gebildet, die unterschiedlichste Vorrichtungen zur Rationalisierung der betrieblichen Arbeitsprozesse. Zuvor arbeiteten mit ähnlicher Aufgabenstellung seit 1963 zwei Schlosser unter Anleitung des Büros für Neuererwesen. Zunächst waren in der Meisterei 6 Mitarbeiter beschäftigt. Die Zahl stieg bis 1983 auf 40 Arbeitskräfte an. Zum Ende des Jahres 1990 wurde die Meisterei dann aufgelöst.
Die Einführung der 40- bzw. 42-Stunden-Woche erfolgte 1977. 1979 veränderte man die Lohngestaltung, indem neben einem Grundlohn ein Leistungslohn eingeführt wurde.
Der plötzliche Wintereinbruch des Jahres 1978/79 führte im Betrieb zu erheblichen Ausfällen, da die Energieversorgung zusammenbrach. Es dauerte dann mehrere Tage, die eingefrorenen Leitungen wieder funktionsfähig zu machen. Am 17. September 1980 besuchte Otto Arndt, Minister für Verkehrswesen der DDR, das Werk.
Von 1983 bis 1986 wurde eine neue Betriebsgaststätte mit modernem Speisesaal errichtet. 1984 wurde gemeinsam mit Fahlberg-List ein polytechnisches Zentrum eingerichtet, in der der Polytechnische Unterricht für die Salbker und Westerhüser Oberschule durchgeführt wurde. Die Einrichtung eines Traditionskabinetts erfolgte am 2. Oktober 1984. Allerdings wurde dies nach 1989 mutwillig zerstört. Die Zahl der Mitarbeiter stieg auf bis zu 2.000 Personen. Die rekonstruierte und teilautomatisierte Pufferwerkstatt wurde im Juli 1988 in Anwesenheit des Präsidenten der Direktion der Ausbesserungswerke, Dieter Reißig, übergeben. Der Probebetrieb lief bis Ende 1988, ab 1989 fand die reguläre Produktion statt. 1988 wurde auch die Rekonstruktion der Radsatzwerkstatt abgeschlossen. Auch in anderen Bereichen bemühte man sich um eine Modernisierung der Produktion durch den Einsatz von EDV-Anlagen. Es entstand auch eine Entrostungshalle mit einer Länge von 137 m und einer Breite von 24 m, die 1991 übergeben wurde.

### Entwicklung nach 1989

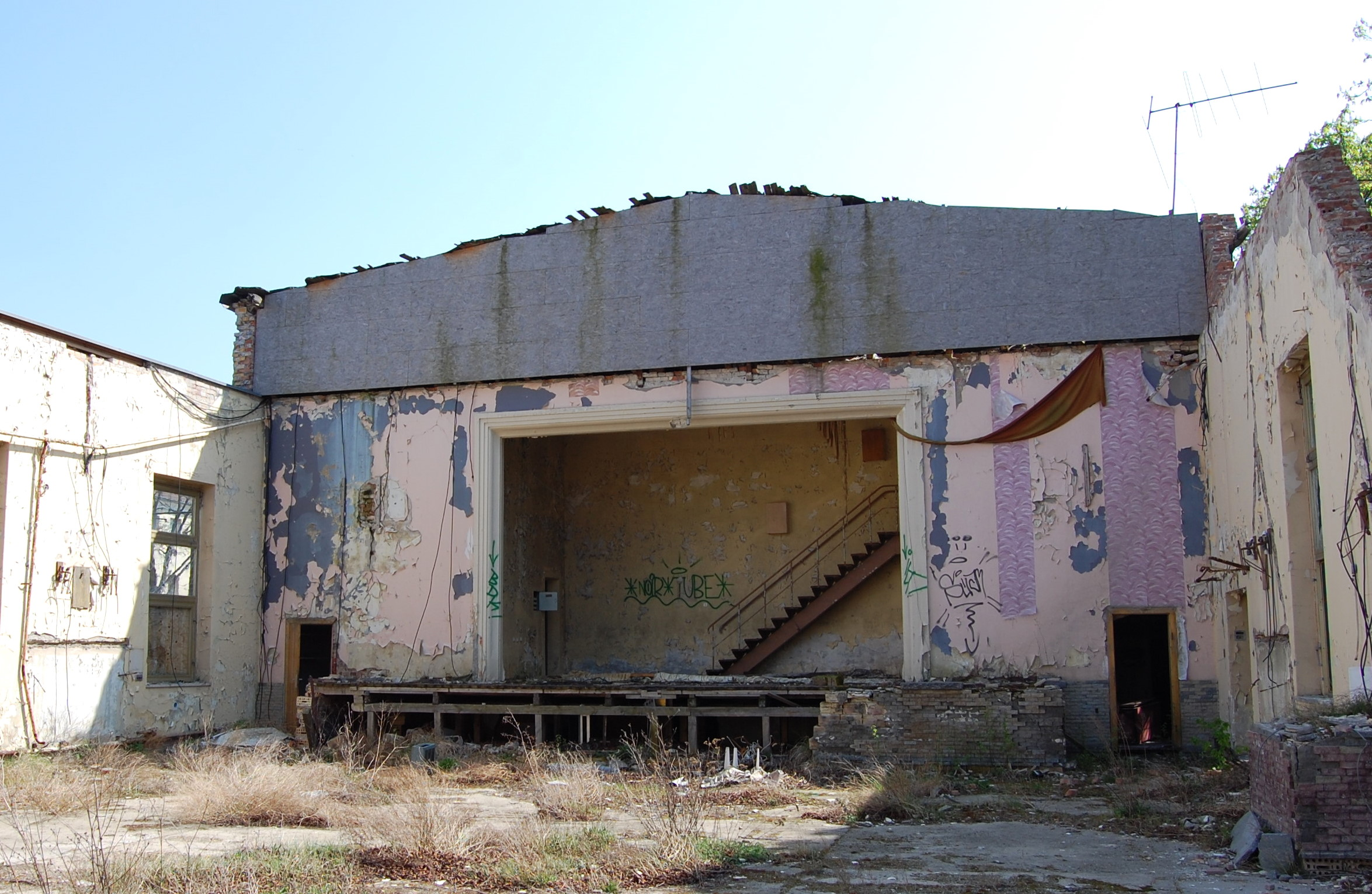
Reste des Kultursaals, 2010

Nach der politischen Wende des Jahres 1989 wurde der Betrieb und die Belegschaftszahl immer weiter reduziert. Bereits zum 1. Februar 1990 war die Gruppe G 1 aufgelöst worden, die bis dahin für die DDR-Landesverteidigung gearbeitet hatte. Die politischen Veränderungen führten auch dazu, dass die Werkleitung 1990 die Herausgabe der Betriebszeitung übernahm, die bis dahin als Zeitung der SED herausgegeben worden war. 1992 folgte die Einstellung des Blatts. 1990 wurde auch endgültig die 40-Stunden-Woche eingeführt.
Die in der Vergangenheit bereits eingestellte Lehrlingsausbildung für Tischler wurde 1990 für einige Zeit wieder aufgenommen, zunächst mit vier, später mit zehn Lehrlingen. Auch die Ausbildungsberufe Industrie- und Holzmechaniker wurden neu eingeführt und die Ausbildungsstätte erneuert. Im Lehrjahr 1990 waren 144 Lehrlinge im RAW beschäftigt.
Im September 1990 fanden die ersten freien Personalratswahlen statt. Auch weiterhin wurden noch Modernisierungsmaßnahmen durchgeführt. So wurde am 18. Oktober 1990 Richtfest für ein neues Funktionsgebäude gefeiert. Die Werkfeuerwehr spezialisierte sich auf Unfälle mit Gefahrgut und erhielt im Januar 1994 noch ein Rüstwagen-Gefahrgut. Anfang 1992 arbeiteten noch 1262 Menschen im Werk, 1993 waren es 800 und 1994 noch 630. 1994 erfolgte die Eingliederung des RAW in die Deutsche Bahn AG und die Zuordnung zum Regionalbereich Magdeburg des Geschäftsbereichs Werke. Es waren dann letztlich nur noch 150 Mitarbeiter beschäftigt. Auch die Lehrlingszahlen gingen entsprechend zurück. Ende 1998 erfolgte die Schließung des Werks. Es ist seit dem ungenutzt und verfällt.
Die durch Vandalismus geschädigten Gebäude befinden sich zum Teil in einem ruinösen Zustand. Die ehemaligen Gleisanlagen wurden größtenteils demontiert und sind nicht mehr vorhanden. Der ehemalige Kultursaal ist eingestürzt, die Trümmer des Saals wurden beräumt.
Am 15. März 2012 beschloss der Stadtrat Magdeburgs mehrheitlich die Einleitung eines Bebauungsplanverfahrens zwecks Ermöglichung der Errichtung eines Solarparks auf dem RAW-Gelände. Es wurde befürchtet, dass im Zusammenhang mit der Errichtung der Solarmodule ein großer Teil der denkmalgeschützten Gebäudesubstanz abgerissen würde. Letztlich kam es jedoch nicht zur Umsetzung des Projekts.
Anfang 2013 geriet das Gelände mehrfach in die Schlagzeilen. So teilten Zeugen gegenüber der Polizei mit, dass sie am 27. Januar 2013 einen Mann mit einem verängstigten Kind auf dem Gelände beobachtet hätten. In der Nacht vom 27. zum 28. Januar 2013 gab es daher ein Großeinsatz der Polizei, um nach dem Kind zu suchen. Allerdings blieb der Einsatz erfolglos. Auch wurde kein Kind vermisst. Eine gleich gelagerte Situation ergab sich dann nach einer weiteren Aussage zweier Zeugen am 7. Februar 2013. Danach hätte ein Mann ein sechs- bis achtjähriges Mädchen mit einer Waffe bedroht. Auch diese erneut großangelegte Suche, bei der auch ein Hubschrauber mit Wärmebildkamera sowie eine Hundestaffel zum Einsatz kam, blieb ohne Erfolg. Wiederum lag auch keine Meldung über ein vermisstes Kind vor. Am 16. Februar 2013 stürzte ein 24-jähriger Mann trotz mitgeführter Sicherungsleine aus 22 Metern Höhe vom Schornstein des Werks auf ein Vordach, als beim Herausklettern aus dem Schornstein ein Eisen aus dem Mauerwerk brach. Er erlitt einen Schädelbasisbruch und mehrere Beinbrüche und wurde von der Feuerwehr geborgen. Der Mann hatte versucht, beim Geocaching einen oben am Schornstein versteckten Geocache zu finden. Mehrere auf dem Gelände versteckte Caches wurden nach dem Unglück archiviert.

### Pläne zur Neubebauung ab 2022

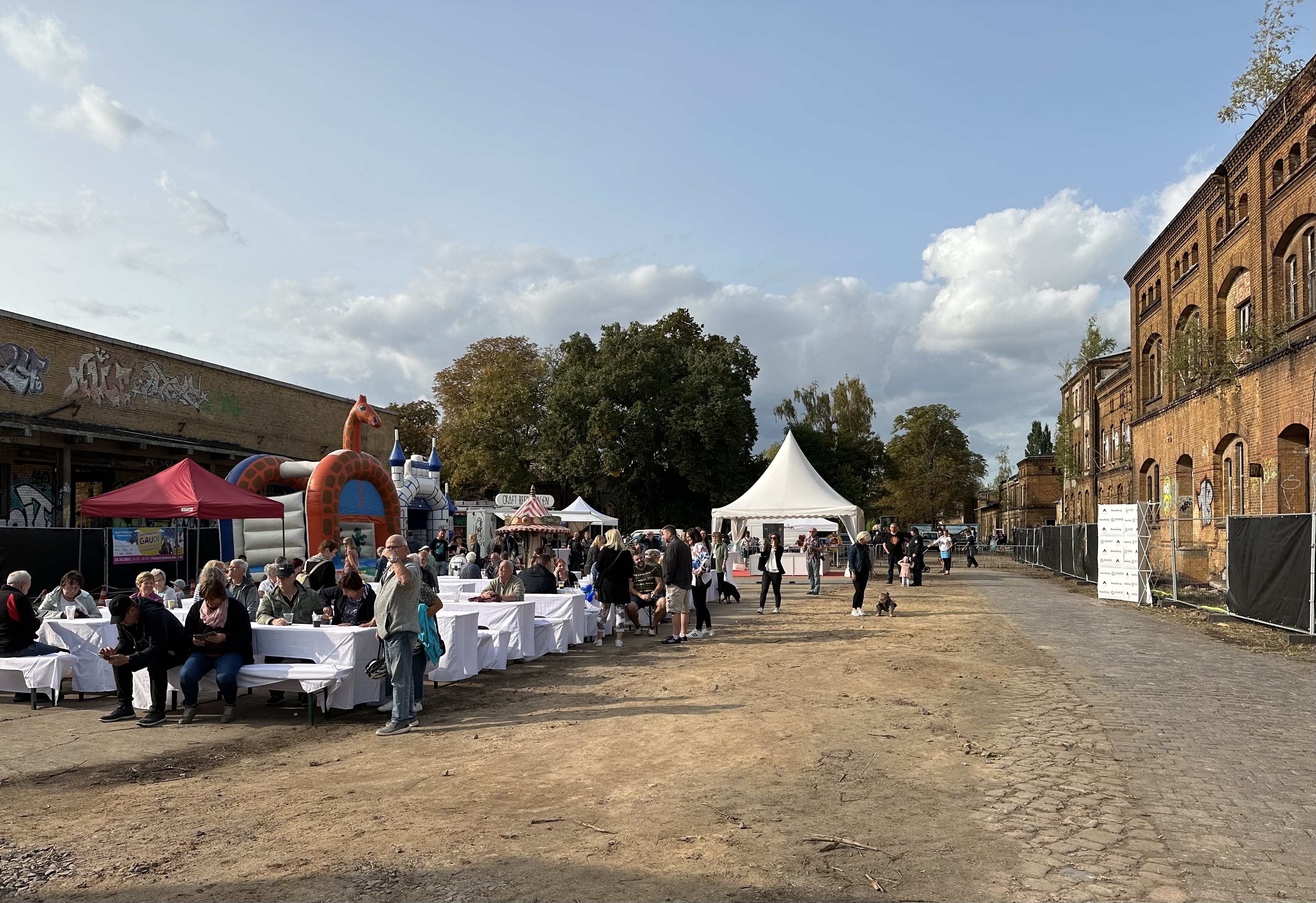
Fest anlässlich der Präsentation, 2023

Seit dem Sommer 2022 bestehen Pläne des neuen Eigentümers und internationalen Immobilieninvestors Hüseyin Altas der GHA Invest GmbH, zur Neubebauung des Gebiets unter Einbeziehung von Teilen der historischen Bausubstanz. Es ist ein urbanes Quartier mit vorrangiger Wohnnutzung geplant. Vorgesehen sind 2000 neue Wohnungen sowie Büros, Einzelhandel, Gesundheitsgewerbe, Freizeitangebote sowie Kita und möglicherweise eine Schulnutzung. Am 30. September 2023 erfolgte auf dem Werksgelände eine öffentliche Präsentation des Vorhabens. Im Zuge des amtlichen Bebauungsplansverfahren fand am 27. Februar 2024 im Maschinenhaus des Salbker Wasserturms eine Bürgerversammlung mit vorheriger Ortsbegehung des RAW-Geländes statt.
Der Stadtrat hat am 13. Juni 2024 die öffentliche Auslegung des B Planes Nr. 483-5 ehemaliges RAW Gelände einstimmig beschlossen.

## Bauwerke
Das Reichsbahnausbesserungswerk ist im Denkmalverzeichnis des Landes Sachsen-Anhalt unter dem Sachbegriff Ausbesserungswerk mit der Erfassungsnummer 094 80855 als Baudenkmal verzeichnet.

### Wagenreparaturwerkstatt

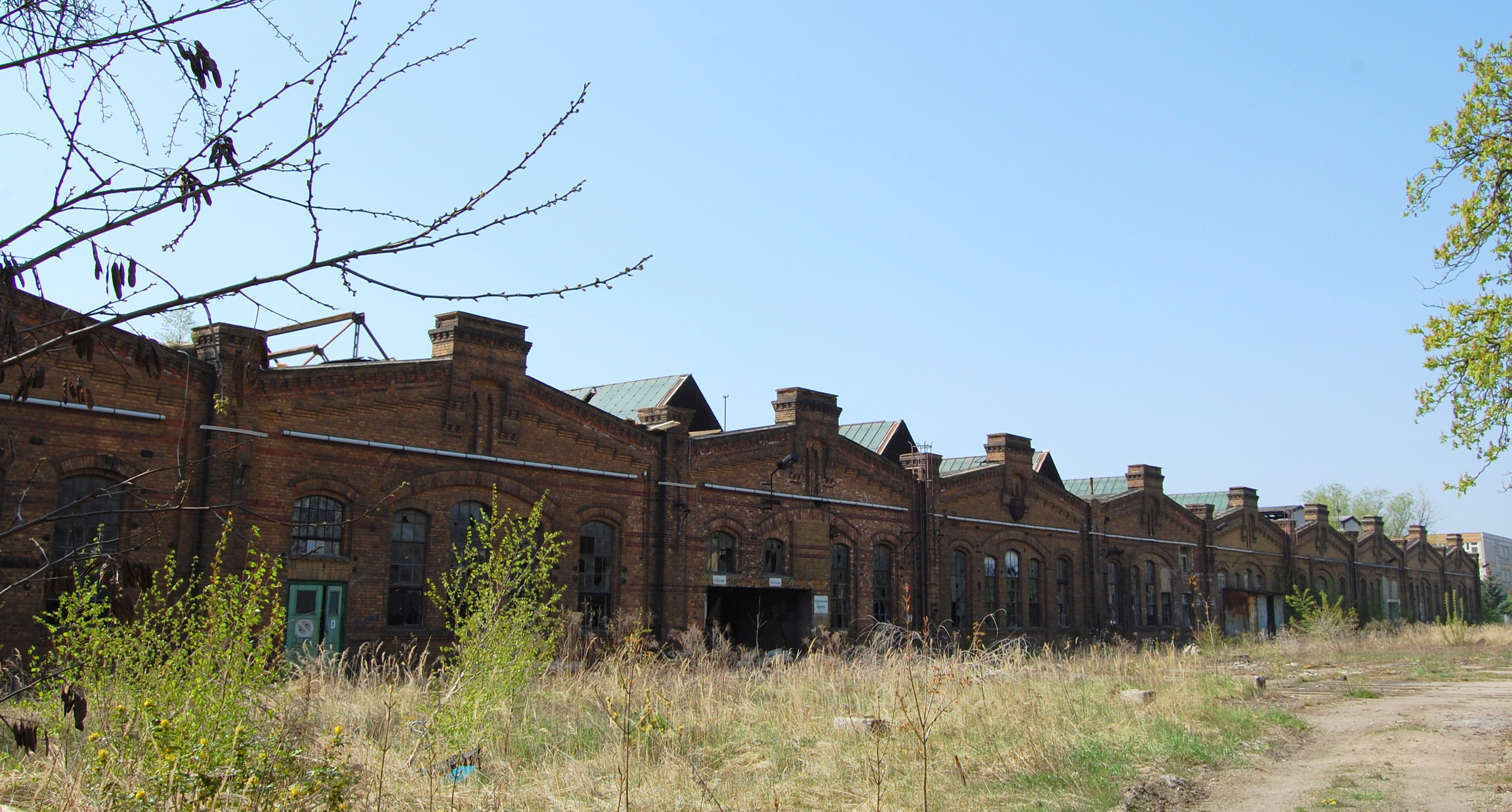
Wagenreparaturwerkstatt, Ostfassade

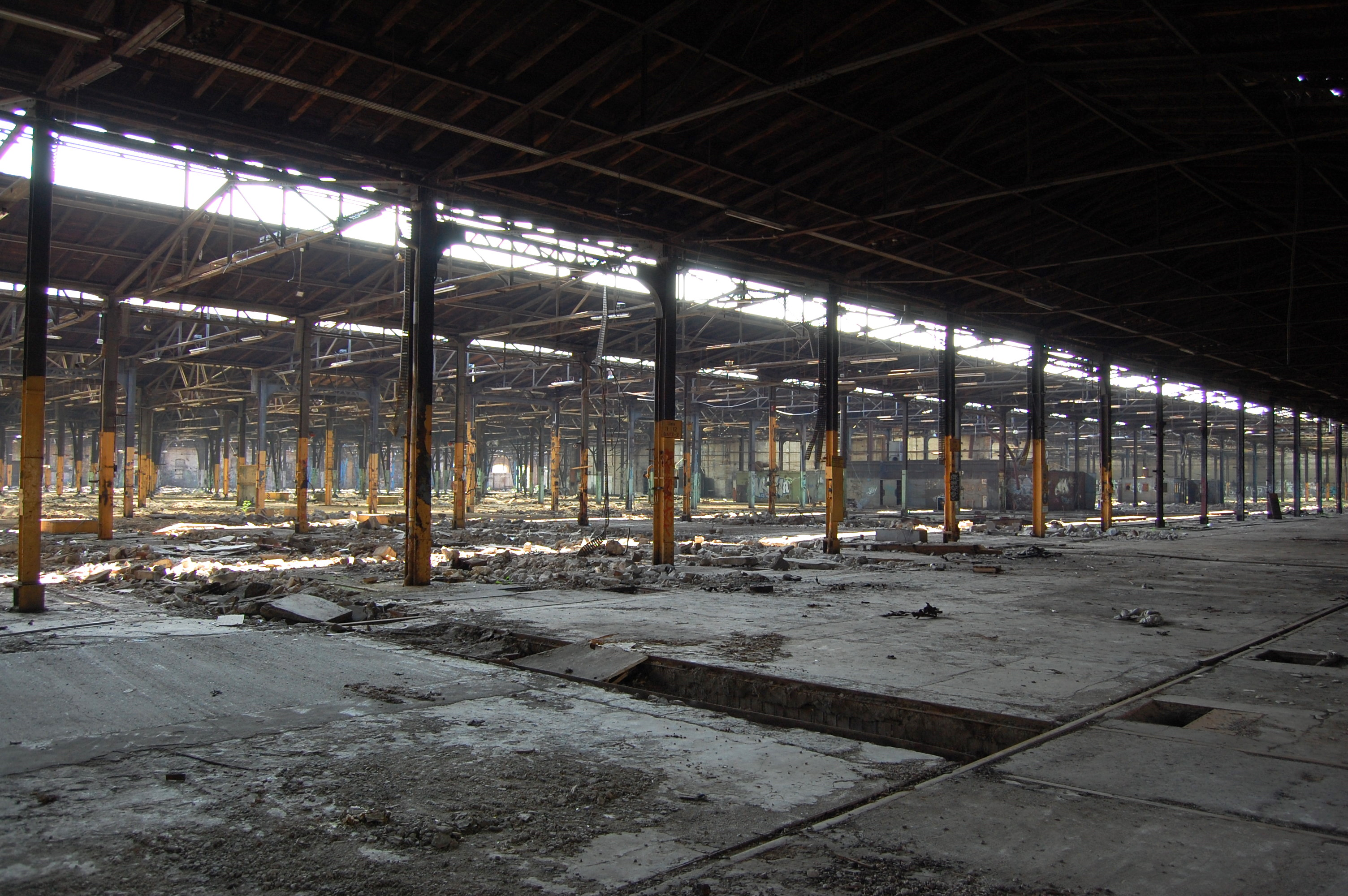
Innenansicht der Wagenreparaturwerkstatt, 2010

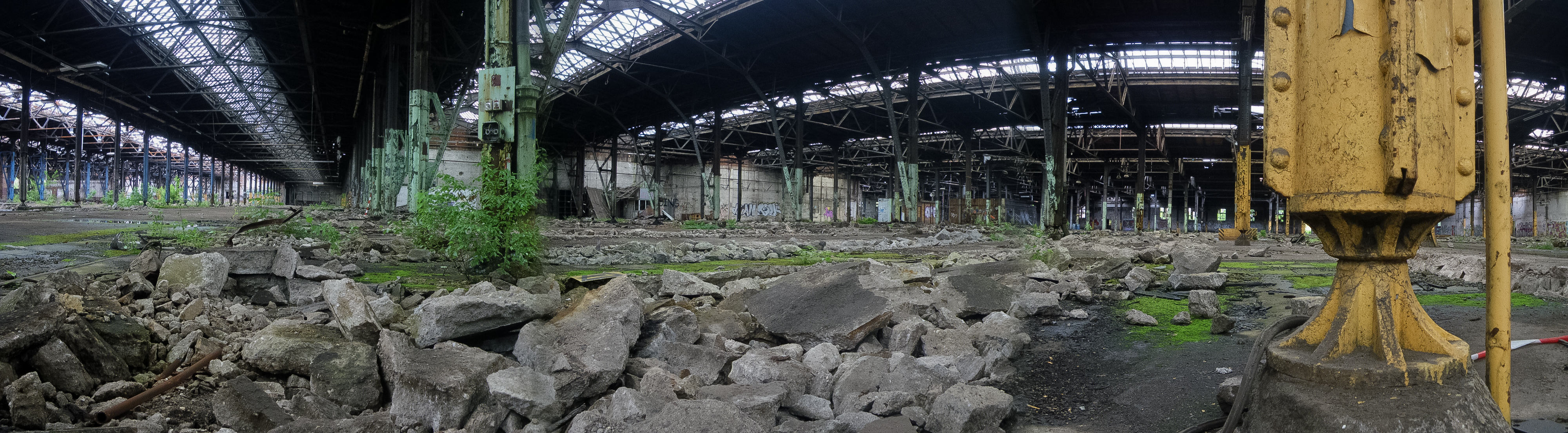
Panorama der Wagenreparaturwerkstatt, 2013

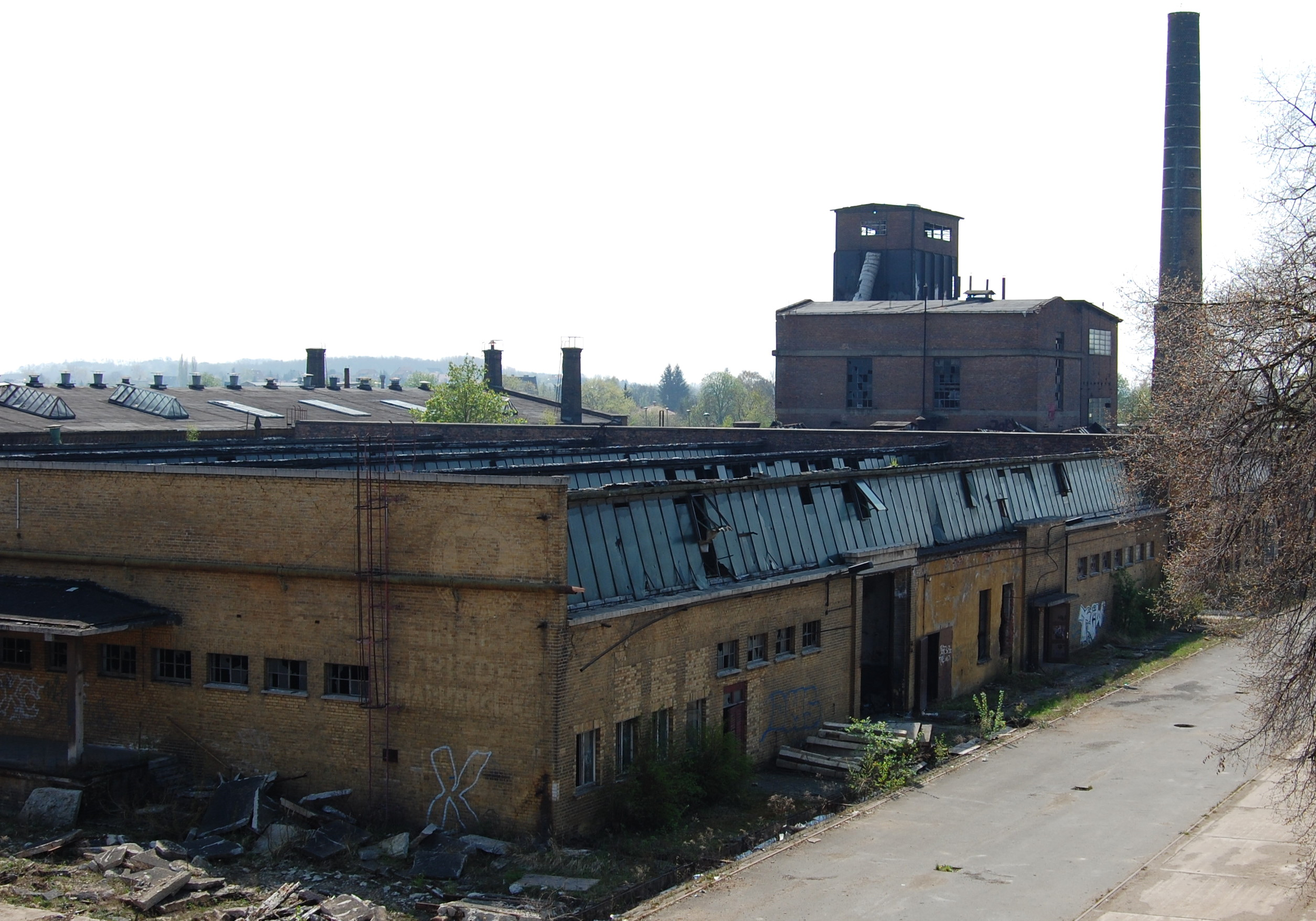
Blick auf Zentraldreherei und Zentralschmiede, im Hintergrund das Kesselhaus, Aufnahme 2010

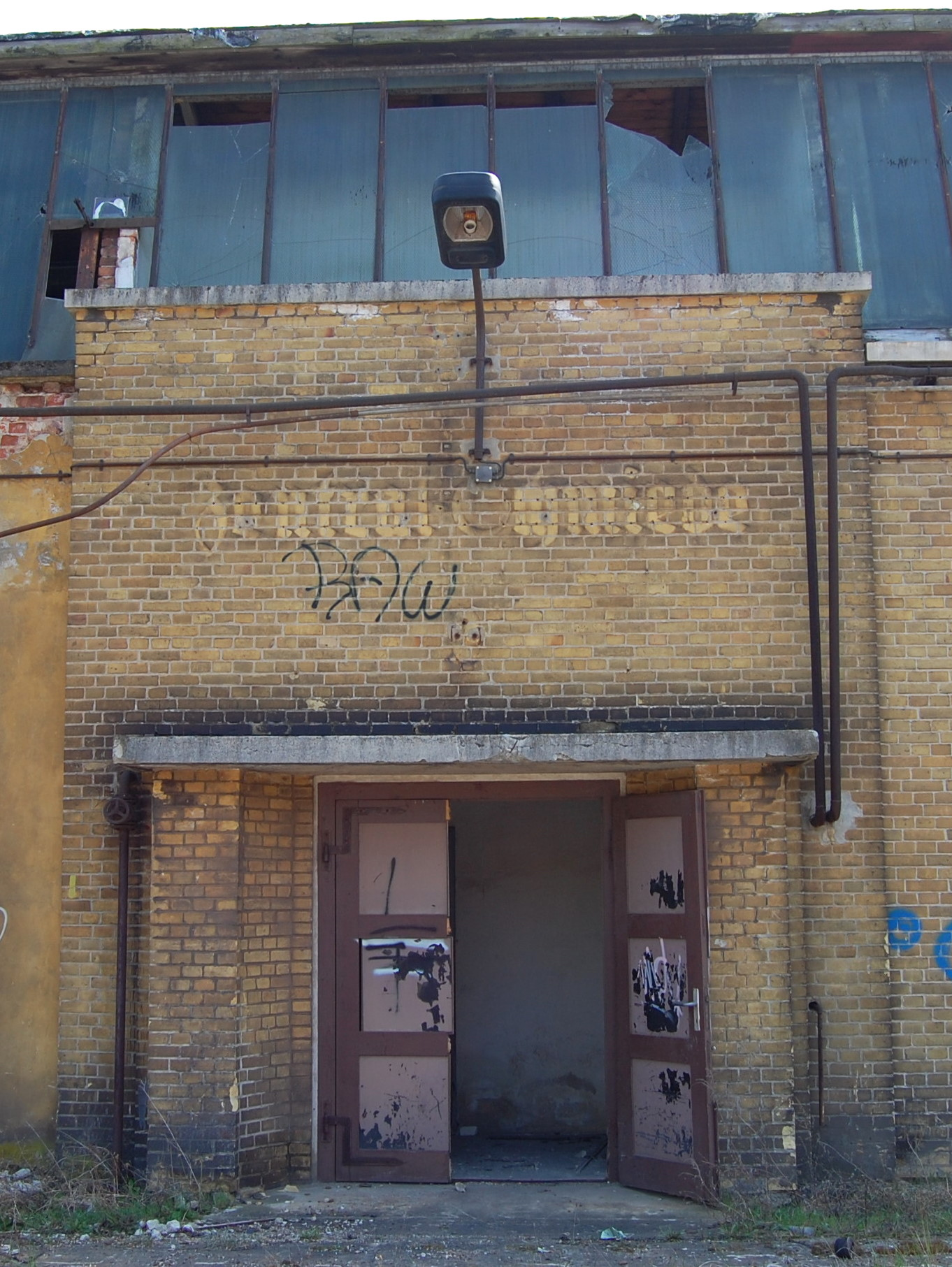
Eingangstür zur Zentralschmiede

Größtes Bauwerk ist die elfschiffige Wagenreparaturwerkstatt. Diese sehr große Halle wurde ab 1893 geplant und dann in mehreren Bauabschnitten in den Jahren 1894/95, 1899 und 1911 gebaut. Im Endzustand hat die Halle eine Größe von 165 mal 242 Metern und somit eine Fläche von fast 40.000 m². Ihre Fläche hatte sich damit im Verhältnis zum ursprünglichen Bau vervierfacht. Das Dach wird von Stützen getragen, die sich im Abstand von jeweils 15 Metern befinden. Der Entwurf zur Halle war durch Behrendt erfolgt, die Ausführung oblag Maeltzer. Ein erster Bauabschnitt entstand 1894/95. Die Halle erreichte zunächst Ausmaße von 91,15 in der Breite mal 138,7 Metern in der Tiefe. Bereits 1899 erfolgte eine Erweiterung nach Westen. Bei gleichbleibender Breite wurde die Tiefe um 59,6 bis 81,6 Meter verstärkt. 1911/12 wurde eine Erweiterung nach Norden durchgeführt, mit der die Halle ihre heutigen Ausmaße erreichte. Zur Erinnerung hieran wurde 1912 die Borchard-Linde gepflanzt.
Durch die Tore an der Südseite der Halle führten 45 Eisenbahngleise. Der aus gelbem Backstein errichtete Hallengiebel zur Ostseite besteht aus elf in gleicher Weise gestalteten Giebeln. Untereinander sind die Giebel durch Pfeiler abgegrenzt, die über die Fassadenhöhe hinausragen. Auf den Giebelspitzen befindet sich jeweils ein an einen Kamin erinnernder Aufbau. Horizontal wird die Fassade durch Bänder aus rotem Backstein gegliedert. An den Schrägen der Giebel befinden sich Konsolenfriese und ein getreppter Fries. Bedeckt ist die Halle durch Satteldächer, wobei Laternensheds für eine Beleuchtung mit Tageslicht sorgen. Die für die Halle typischen Eisenbahngleise sind zwischenzeitlich demontiert.
Ebenfalls im Jahr 1911 entstand an der nordwestlichen Seite der Halle ein zweistöckiges langgestrecktes Gebäude, welches zum Waschen und Polieren diente. Die Halle wurde im Zweiten Weltkrieg stark beschädigt jedoch wiederaufgebaut. Südwestlich der Halle wurde 1964 ein weiterer länglicher Anbau angefügt. Das Schiff 11 der Halle wurde 1970 so umgebaut, dass die Durchfahrt der 14,5 m langen G-Wagen möglich wurde. Die Hallenstützen mussten dafür nach außen versetzt werden.

### Schmiede
Bereits ab 1892 war die Reifen-, Feder- und Hammerschmiede in Planung. Auch dieses Gebäude wurde von Behrendt geplant und von Mältzer ausgeführt. Die gelbe, einschiffige Backsteinhalle wurde 1899 und 1911 nach Westen bis auf eine Länge von letztlich 108 Metern erweitert. Hierin befanden sich in der Mitte 4 Vierfach-Schmiedefeuer sowie 23 Zweifach-Schmiedefeuer an den Längsseiten. Über den Schmieden ragten rechteckige Schornsteine auf, die jedoch nur zum Teil erhalten sind. Unterhalb des Gebäudes befindet sich ein sechs Meter tiefer Fundamentkeller mit fünf Schwingfundamenten der für die Schmiedehämmer erforderlich war. Die Dachkonstruktion ist schmiedeeisern und trägt ein Satteldach. Auch hier wurde für die Beleuchtung ein Laternenshedsystem eingesetzt. Darüber hinaus fiel Licht durch die hohen Seitenfenster. Die Fassade des später an nördlicher und südlicher Seite mit Anbauten versehenen Gebäudes ist mit Zinnen- und Konsolfriesen verziert. Darüber hinaus erfolgt die Gliederung durch schmale rote Bänder.
Zur denkmalgeschützten Innenausstattung gehörten eine im Anbau aufgebaute Universalschere der Berliner Firma Henry Pels & Co. AG aus der Zeit um 1910/20 und ein etwa 1920 gebauter Dampfhammer der Firma J. Banning aus Hamm. In die Halle war nachträglich eine 90 m lange Kranbrücke mit 24 m Spannweite und einer Tragkraft von 5 t eingebaut worden.
Die Schmiedeöfen des Werks wurden mit Stadtgas betrieben, welches von der Gasversorgung Magdeburg geliefert wurde. 1960/61 wurde die Befeuerung der Schmiedeöfen auf Heizöl HTB umgestellt, da Gasimporte eingespart werden sollten. Lediglich der Normalisierungsofen wurde aufgrund seiner komplizierten Regelungstechnik auch weiterhin mit Stadtgas betrieben. 1978 kehrte man insgesamt zur Befeuerung mit Stadtgas zurück. Die betriebliche Gasregelstation wurde 1980 erneuert. 1993 stellte man auf Erdgas um. Die einzelnen Schmiedeöfen waren an einen unterirdischen Abgaskanal angeschlossen, der die Abgase zum zwölf Meter hohen Kamin führte. Dort bestand eine Anlage zur Abwärmeverwertung mit der Heißwasser erzeugt werden sollte. Allerdings funktionierte diese Anlage nie.
Ende der 1970er Jahre erfolgte eine Rationalisierung der Schmiede. Die Zentralschmiede war Zulieferer für Neubau- und Ersatzteile für Einrichtungen der Reichsbahn und der Industrie. So entstanden die Gelenkwellen für den in der DDR produzierten PKW Trabant in der Zentralschmiede. Mit 240 Mitarbeitern produzierte die Schmiede jährlich 6000 t geschmiedete Teile. Nach der politischen Wende des Jahres 1989 fielen insbesondere die bahnfremden Aufträge kurzfristig weg. Der Auftragsbestand sank, so dass man sich ab 1991 auch an Ausschreibungen der Bundesbahn beteiligte. 1996 wurde die Lohnschmiedearbeit dann jedoch bereits eingestellt.

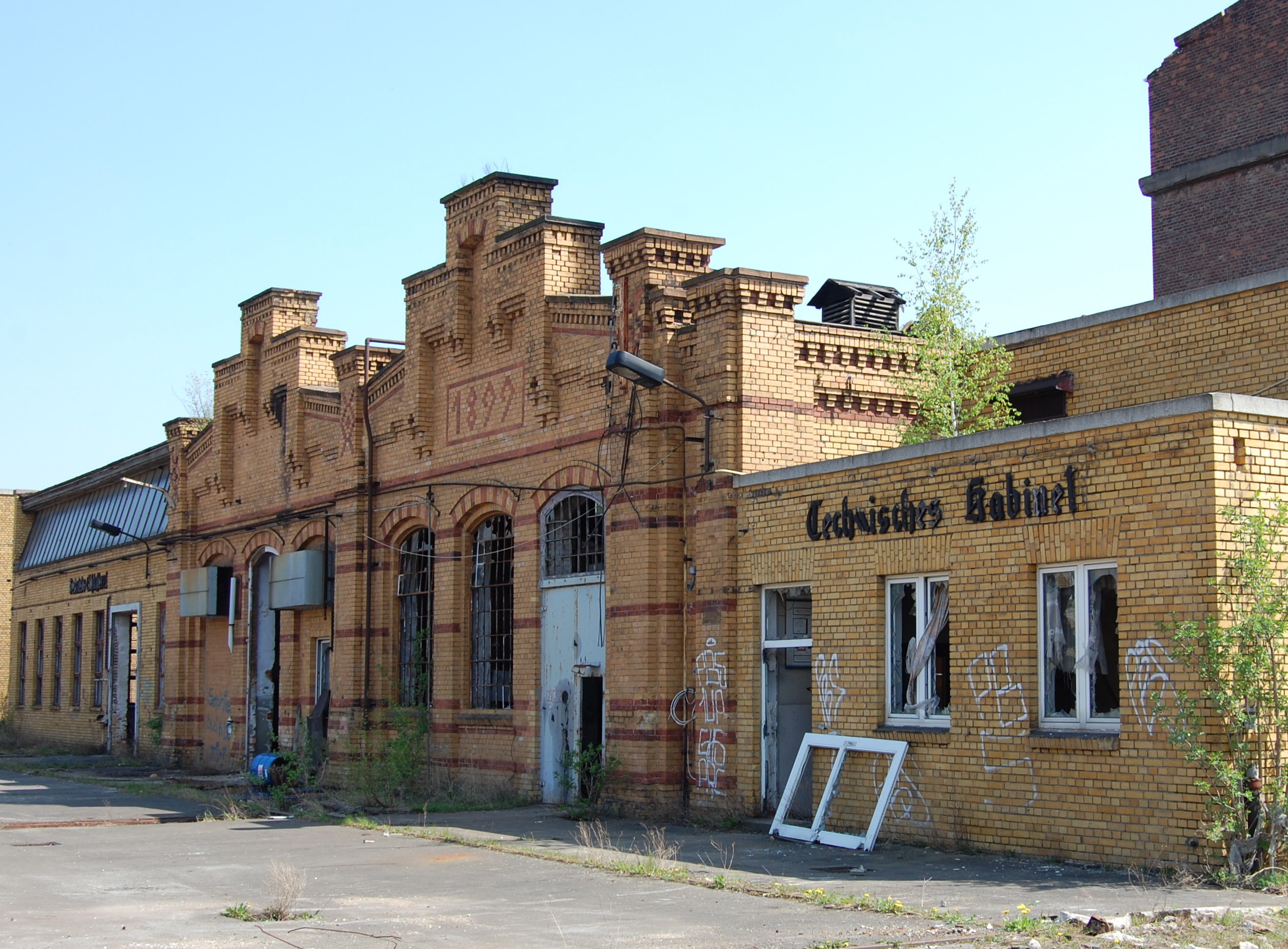
Nordgiebel mit Jahreszahl 1899, links Betriebs-Schlosserei; rechts Technisches Kabinett

### Kessel- und Maschinenanlage
Die Kessel- und Maschinenanlage entstand 1894/95 und wurde für die etwas weiter nördlich gelegene Wagenreparaturwerkstatt benötigt. Erweitert wurde sie bereits 1899. Es waren dann drei Heißdampfkessel vorhanden, die Dampf mit einer Temperatur von 400 Grad Celsius erzeugten. Die zunächst eingesetzten Schlangenrohrkessel wurden später gegen mit Steinkohle befeuerte Steinmüller- und Büttnerkessel ausgetauscht, da sich Kesselstein ansetzte. Der nördliche Giebel des Gebäudes wird von zwei gelben Giebelfeldern geprägt und trägt die Jahreszahl 1899. Die Fassade wird von roten Bändern aus Backstein sowie Zahnschnitt- und Rollschichtfriesen gegliedert. Markant ist der 43 Meter hohe Dampfschornstein mit seiner reichen Verzierung. Sein Schaft weist unten eine rechteckige Form auf, geht dann in ein Polygon über, um letztlich als Zylinder fortgeführt zu werden. Die Gestaltung erinnert an sakrale Architektur. Farblich ist der im Stil des Historismus gehaltene Schornstein von roten und gelben Ziegeln geprägt. Eine weitere Erneuerung der Kesselanlage erfolgte 1927 bis 1932 mit der Anschaffung von zwei Borsig-Kesseln. Die mit Rohbraunkohle befeuerten Öfen erzeugten je Stunde acht Tonnen Dampf mit einer Temperatur von 280 Grad Celsius. In den Schornstein wurde ein Saugzug der Bösdorfer Maschinenfabrik Leipzig mit einer Leistung von 60.000 m³/h eingebaut, da der Zug zu gering war. Drei Oberdruckhammer, ein Fallhammer und ein Gegenschlaghammer sowie Heizungen wurden mit dem so erzeugten Dampf betrieben. Ein weiterer Dampfkessel mit einer Leistung von sechs Tonnen Dampf je Stunde wurde 1953/54 eingebaut, da die zur Verfügung stehende Dampfmenge nicht genügte. Von 1990 bis 1994 wurde die Dampferzeugung auf Heizöl umgestellt. Der Raum der Heizdampfdynamos diente dann zu zwei Dritteln als Kompressorraum und zu einem Drittel als Wasch- und Umkleideraum.

### Großteileaufarbeitung

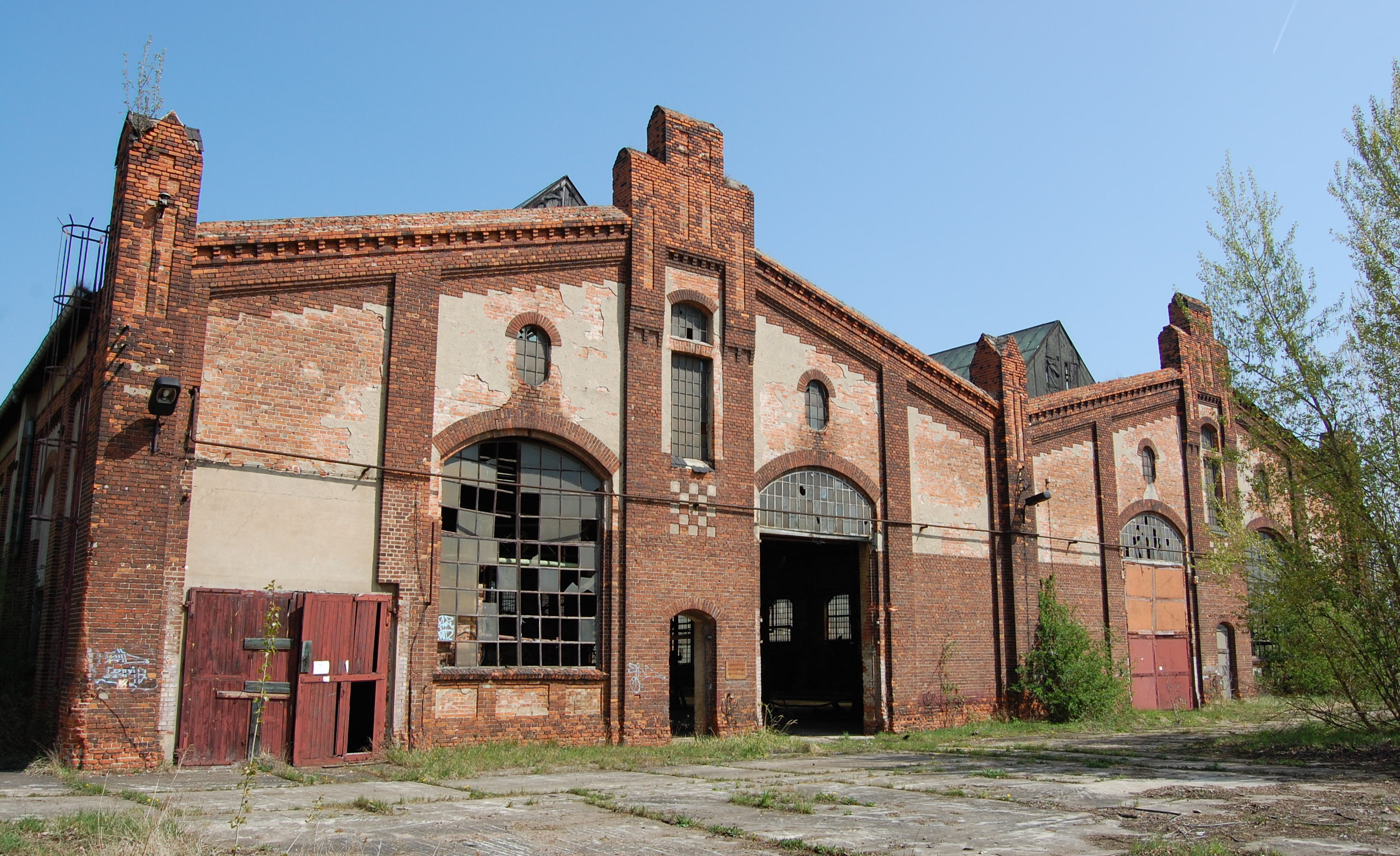
Großteileaufarbeitung, Westseite

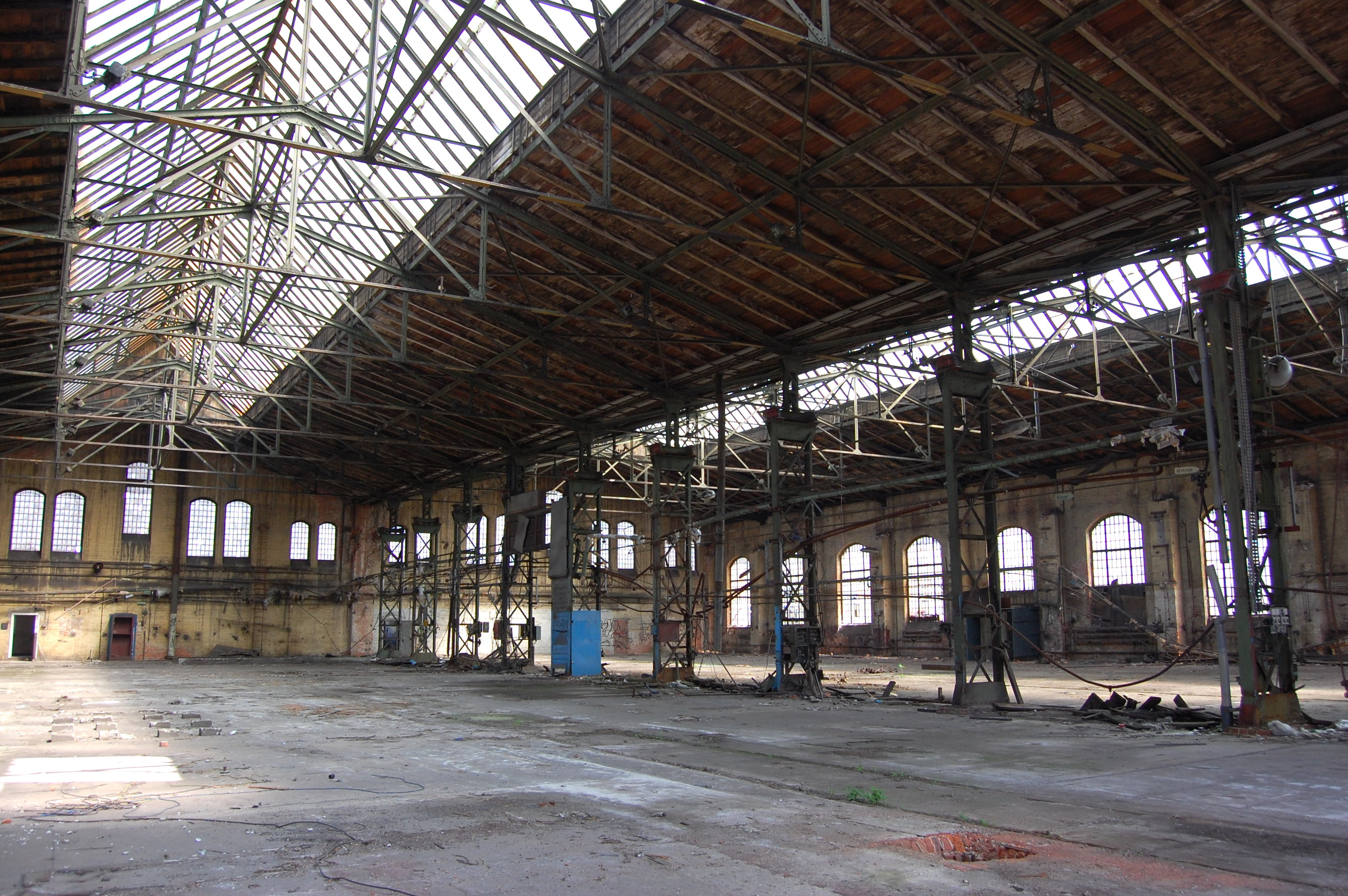
Innenansicht der Halle für die Großteileaufarbeitung, 2010

Im südöstlichen Bereich des Werksgeländes entstand in den Jahren 1908/09 nach Plänen von Baurat Gerhard Schürmann die Weichenbauanstalt, die später als Großteileaufarbeitung genutzt wurde. Die Giebel der zweischiffigen Halle sind in Ost-West-Richtung ausgerichtet. Der Ostgiebel der aus rotem Backstein errichteten Halle zeigt zur Hauptstraße Alt Salbke. Die Halle hat eine Länge von 61,56 Metern, bei einer Traufhöhe von 8,4 Metern. Die Höhe der Dachfirste beträgt 11,5 bzw. 14,64 Meter. Auf den Längsseiten ist die Halle elfachsig ausgestaltet. Helle verputzte Flächen, Friese aus Backstein und Lisenen gliedern die Fassaden. Die Gestaltung zitiert mittelalterliche Elemente der regionalen Backsteinarchitektur. Die Dachbinder sind als genietete Eisenkonstruktion ausgeführt. Bedeckt wird die Halle von zwei Satteldächern, die mit Oberlichtern versehen sind. An der Ostseite zur Straße hin ist der Halle ein flacher 46 Meter langer und 5,4 Meter tiefer Anbau vorgelagert, der als Magazin diente und die Stuben von Werkmeister enthielt. Darüber hinaus waren dort auch die Werkzeugausgabe und die Toiletten untergebracht.

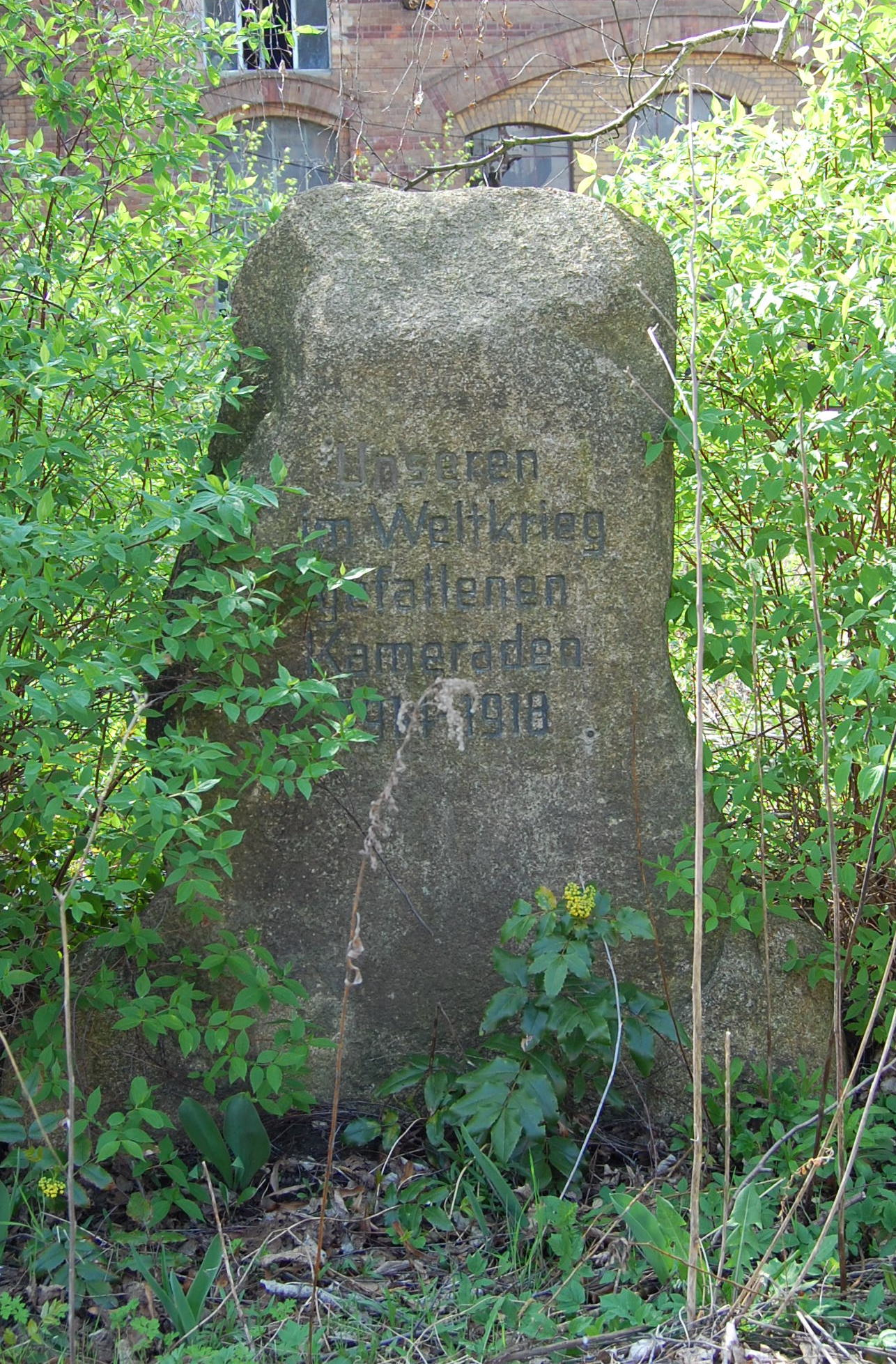
Kriegerdenkmal

### Kriegerdenkmal und Borchard-Linde
In der Nähe des Haupteingangs befindet sich ein Kriegerdenkmal, welches der Gefallenen des Ersten Weltkriegs gedenkt. Es trägt die Aufschrift: Unseren im Weltkrieg gefallenen Kameraden 1914–1918. Direkt am Eingang befindet sich die 1912 gepflanzte Borchard-Linde.

## Persönlichkeiten
Der Maler August Bratfisch war von etwa 1919 bis zu seiner Pensionierung 1948 im Reichsbahnausbesserungswerk Salbke beschäftigt. Wilhelm Neumann, später Mitglied der Volkskammer, war von 1920 bis 1933 Betriebsvertauensmann im Werk. Der spätere SPD-Politiker Christian Hanebuth, machte im RAW ab 1928 eine Schlosserlehre. Auch die spätere Malerin Erika Lahmann arbeitete zwischen 1943 und 1946 zeitweise in der Schmiede des Werks. In den 1950er Jahren arbeitete der Handballspieler und spätere -trainer Klaus Miesner als Praktikant im Werk. Der spätere DDR-Diplomat Arthur Höltge absolvierte im Werk eine Ausbildung zum Maschinenschlosser. Die spätere niederdeutsche Schriftstellerin Marta Rothe arbeitete in der Hauptverwaltung des Werks.
Als in besonderem Maße in künstlerischem Sinne engagiert wurden in einer Werkspublikation der als Maler und Kunstschmied aktive Schmied Albert Heidecker, der Karikaturist und Graphiker Oskar Schwalm und der Maler Helmut Wolf angegeben.
Leiter und Direktoren des Werkes waren:
- Mälzer, ab 1893 (Leiter der Bauabteilung)
- Schittke, ab 1895 (erster Leiter der Hauptwerkstatt)
- Oppermann (Leiter des Werkstättenamtes)
- Blindow
- Werner
- Müsken
- König (erster Werkstättenleiter des Ausbesserungswerkes)
- Stinner
- Lehmann
- Poppe
- Gisewski, 1935
- Kneidl
- Winkelmann
- Sauermann
- Kotzott, 1945
- Fritz Adomeit, 1946
- Willi Schneider, 1947–1950
- Rudolf Gelzer, 1950–1954
- Harry Schrader, 1954–1960
- Oskar Hake, 1960–1963
- Harry Kohl, 1964–1980
- Rolf Moser, 1980–1983
- Dieter Müller, 1983–1984
- Rolf Moser, 1984–1992
- Ottfried Zillessen, 1993
- Rolf Moser, ab 1994